# Поширення української мови

Українська мова як рідна в Україні за областями за переписом 2001 року

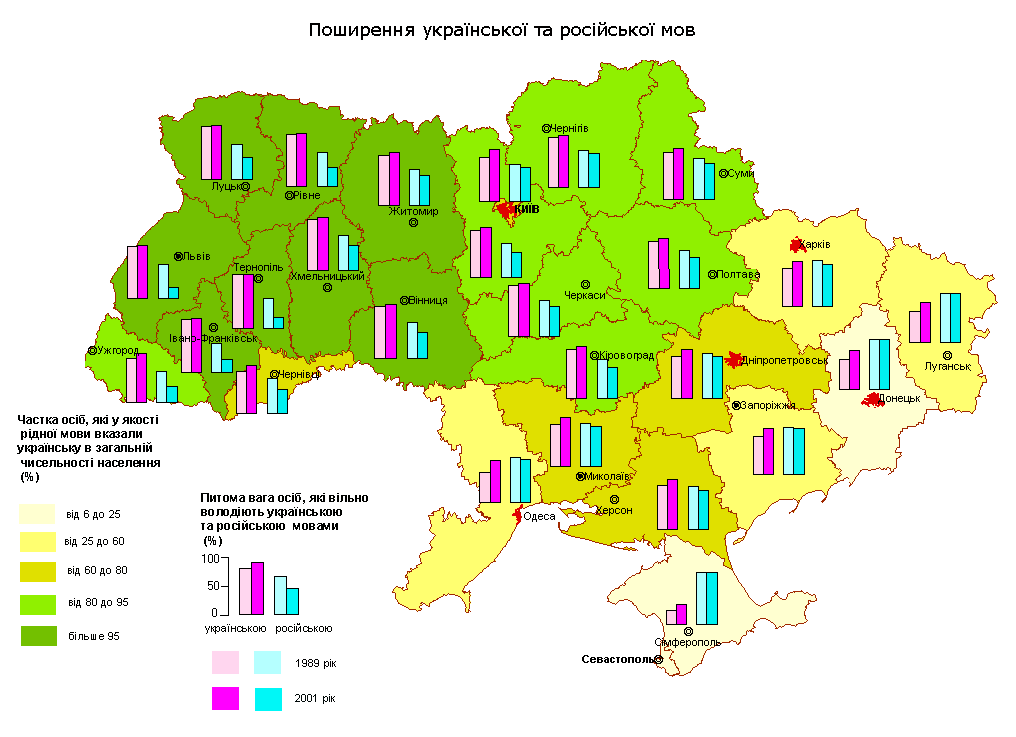
Вільне володіння українською (фіолетовий колір) та російською (блакитний колір) у 1989 та 2001 роках

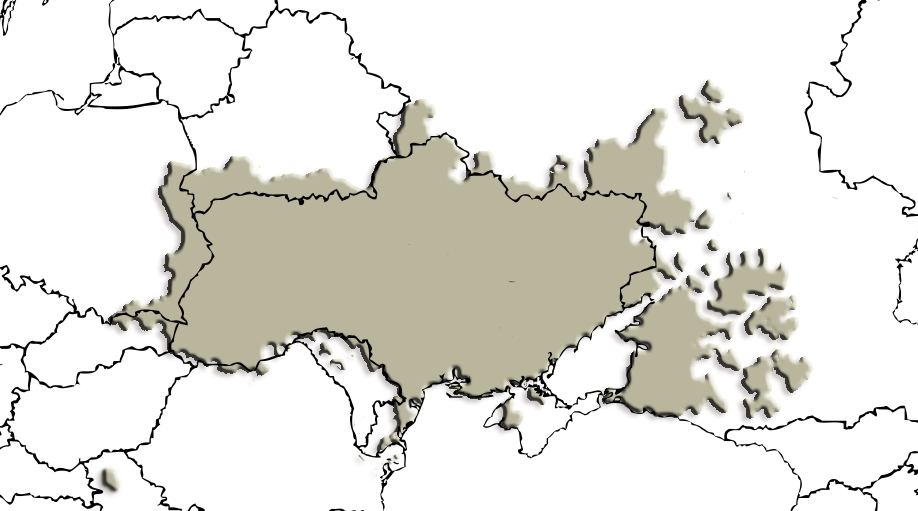
Ареал суцільного поширення української мови на початку XX століття

Ареал суцільного поширення української мови на початку XX століття

Поширення української мови в Європі, 1914

Див. також Українська мова.
Украї́нська мо́ва — єдина державна мова в Україні та одна з трьох офіційних мов у самопроголошеному Придністров'ї. Українською мовою говорять в Україні, прикордонних територіях сусідніх країн, де здавна мешкають українці, а також у країнах, куди свого часу виїхала значна кількість українців (українська діаспора).
Географічно територія поширення української мови розташована між ареалом поширення російської мови на північному сході (пізніше також і на сході), білоруської на півночі, польської та словацької на заході, болгарської на південному заході. З-поміж неслов'янських мов українська приблизно від 895 року межує на заході з угорською, що належить до фіно-угорської групи; на південному заході з румунською та її молдавськими говірками (романська група), які принаймні від XIII століття розірвали безпосередній контакт між українською та болгарською мовами; до 1945 року та від початку 90-х років XX століття також з кримськотатарською мовою, що належить до тюркської сім'ї.
Раніше контакти української мови з тюркськими були міцніші й різноманітніші: печеніги (Х-XI століття), половці (XI-XIII століття) і татари (від XIII століття) межували з нею на сході та південному сході, а іноді проникали й углиб української території, призводячи до мовної котериторіальності; турки межували з українськими землями на півдні (особливо в XVII-XVIII століттях).
Інші важливі мови, що набули статусу котериторіальних, — це їдиш (з XV століття) та — серед слов'янських — польська (особливо в XVI-XVIII століттях, а в Західній Україні до 1945) і російська (її вплив посилюється з XVIII століття). В окремих регіонах українська мова мала тісні контакти також з румунською (Буковина, Північна Бессарабія, Буджак, Придністров'я), угорською (Закарпаття), словацькою (Пряшівщина у Словаччині) та білоруською (Берестейщина, Пінщина, Стародубщина, Чернігівщина) мовами. Контакти з німецькими, вірменськими, сербськими та іншими колоністами були обмежені у часі та територіально.

## Чисельність носіїв
Українська мова є рідною мовою українців, які проживають на території України (за переписом 2001 року рідною її вважали 32,6 млн осіб — 67,5 % населення України та 85,2 % етнічних українців) та поза межами України: у Росії (там нею володіє 1,8 млн осіб), Молдові (без врахування Придністров'я українська є рідною для 181 тис. осіб, мовою щоденного спілкування українська є для 130 тис. осіб), Канаді (володіє 174 тис. осіб), США (129 тис. мовців), Казахстані (говорять українською 128 тис. осіб, однак володіють більшою чи меншою мірою до 732 тис. осіб), Білорусі (рідною називає 116 тис. осіб), Румунії (57 тис. мовців), Польщі (23 тис. осіб, що постійно проживає на території Польщі та від 20 до 450 тис. осіб з числа трудових мігрантів), Бразилії (щонайменше 17 тис. носіїв), Словаччині (11 тис. осіб, які назвали свою мову українською та 24 тис. осіб, які назвали своєю мовою «русинську») та інших країнах.

## Місце серед інших мов
Українська мова займає за кількістю її носіїв, відповідно до різних джерел, 25-е або 22-е місце у світі. Вона є також третьою або другою за поширеністю серед слов'янських мов. За різними оцінками загалом у світі українською мовою говорить від 41  до 45 млн осіб.
В Україні усе населення розуміє українську мову і близько 31 мільйона осіб може говорити нею. Після початку повномасштабного російського вторгнення в Україну, що почалося 24 лютого 2022 року, цифра тих, хто активно користується українською мовою, значно зросла.

## Австралія
У 1994 році в Австралії налічувалося 30 тис. українців, розподіл їх був такий: 34,8 % в Новому Південному Уельсі, 32,6 — у Вікторії, 16,7 — у Південній Австралії, 7,3 — у Західній Австралії, 5,8 — у Квінсленді, 1,5 — на території федеральної столиці, 1,5 % — на острові Тасманія. Близько 75 % українців мешкає у столицях штатів, 22 — у провінційних містах, 3 — на фермах; 50,8 % визнало українську мову рідною.
Українці — одна з найорганізованіших етнічних груп у країні, однак, є чітка тенденція асиміляції та скорочення чисельності україномовних австралійців. Українські громадські організації континенту Союз українських організацій в Австралії, «Пласт», Об'єднання української молоді (СУОА) та інші, а також церкви — Українська греко-католицька та Українська автокефальна православна — сприяють збереженню та підтримують розвиток української мови.
Австралійський варіант української мови щодо фонетичної, граматичної та лексичної інтерференції англійської мови дуже близький до канадського, британського, американського варіантів, одначе на лексичному рівні він характеризується деякими австралізмами, наприклад, білабонґ  — «затока, утворена гирлом річки» (англ. billabong).

### Україністика в Австралії
1968 року Дмитро Нитченко (Чуб) опублікував «Український правописний словник», 1985 — його 2-ге видання під назвою «Український ортографічний словник».
Ідеї багатокультурності набули статусу узаконеної урядової політики у 1985 році, що створило найкращі умови для розвитку україністики в Австралії. У деяких штатах, зокрема у Вікторії, українська мова з 1975 року заноситься до свідоцтва про середню освіту. 1974 року при фінансовій допомозі українських промисловців та кооперативів створено Фундацію українознавчих студій в Австралії (ФУСА). Вона видає двомовні (українсько-англійські) бюлетені — Newsletters (до 1999 року вийшло 12), її зусиллями 1983 року відкрито при Університеті ім. Монаша (Мельбурн) Лекторат україністики ім. Миколи Зерова — першу програму української мови і літератури (тоді ж відділ русистики цього університету перетворено у відділ славістики). Розвиткові українозновчих студій сприяв славіст і балтист І. Марван, що у 1973—1991 роках завідував відділом русистики (потім — славістики) Університету ім. Монаша. Він — автор монографії «Північнослов'янський контекст української словозміни» (1983), студій про українські числівники та дієслова.
Українознавство репрезентують літературознавець Марко Павлишин (статті, присвячені І. Котляревському, В. Винниченку, О. Гончару, М. Руденку, В. Стусу, українській літературі в Австралії), германіст та мовознавець, відповідальний за розвиток першої регулярної програми університських курсів з україністики в Австралії О. Розаліон (статті «Омонімія в сучасній українській мові», 1985), Л. Сидор (досліджує українську акцентологію), Я. Куліговська (систему дієслів української і польської мов), Дж. Кларк (питання суфіксального словотворення в українській мові, історію українського мовознавства в Австралії), Т. Пілбров (мову русинів Югославії).
Заходами Фундації українознавчих студій в Австралії 1978 року розпочато програму українознавства у формі семінарів та літніх курсів в Університеті Макворі (Сідней), в Університеті ім. Монаша, в Університеті Фліндерса (Аделаїда). 1984 року започатковано регулярну програму при факультеті сучасних мов в Університеті Макворі. На початку 1985 року при ньому створено Центр українознавчих студій. Лінгвістичним проблемам перекладу, мовній інтерференції присвячено праці мовознавця і літературознавця Г. Кошарської (з 1989 — керівник Славістичного відділу цього університету). У 1989 році Г. Кошарська та лінгвіст-методист А. Шимків підготували «Серію вправ української мови» (22 лекції, записані на касетах) як перший етап проекту «Українська мова в практиці».
1950 року під керівництвом професора Ю. Пеленського утворено Австралійський відділ НТШ з осередками (тепер) у Сіднеї, Мельбурні, Аделаїді; з 1989 року діє Товариство української мови ім. Т. Шевченка, з 1990 — Асоціація україністів Австралії (голова — М. Павлишин).

## Білорусь

Українсько-білоруська мовна межа за даними мовознавців

Носіями української мови в Білорусі є передусім автохтонне українське населення Берестейщини й Пінщини (південно-західна частина країни), а також вихідці з України, що оселилися в різних місцевостях Білорусі за радянського часу. Значна частина українців, які переселилися в Білорусь, втратила рідну мову і послуговується російською. Берестейсько-пінські говірки чітко окреслюються густим пасмом ізоглос від м. Кам'янця до м. Пружани і далі по річках Ясельді, Прип'яті, Стиру аж до кордону з Україною. Переважна більшість славістів (серед них — українські, польські, деякі білоруські) відносить ці говірки до українських, лише білоруські учені вважають їх білоруськими. Берестейсько-пінський діалектний простір членується на чотири діалектні групи: західну, центральну (берестейсько-кобринську), східну (пінську), південно-центральну острівну. Берестейсько-пінський ареал, крім деяких говірок східних діалектної групи, входить до західнополіського говору північного наріччя української мови, говірки східних околиць Пінщини — до середньополіського говору цього ж наріччя. У районі Нижньої Прип'яті, до катастрофи на Чорнобильської АЕС, доки тут проживало населення, існувала смуга українських та перехідних українсько-білоруських говірок.
На сучасних Берестейщині та Пінщині вживання берестейсько-пінських говірок обмежене побутовою сферою старшого і середнього покоління сільських мешканців. Молодше покоління здебільшого розмовляє російською мовою, хоч подекуди й володіє цими говірками. Однак ще в 1950-ті роки у містах і містечках цього регіону автохтонне населення послуговувалося рідною говіркою. У 1920-х — на поч. 1930-х років, за часів входження Берестейсько-Пінського Полісся до Польщі, було дозволено діяльність деяких українських культурно-освітніх організацій. 1929 року на території регіону діяло 127 гуртків і читалень «Просвіти». У цей час у Бресті функціонувала приватна українська школа ім. Олекси Стороженка. В 1939 році, коли край було приєднано до Білоруської РСР, там діяло кілька українських шкіл. Після 1945 року їх закрито. Наприкінці 1990-х років у Білорусі почали виходити українські газети «Голос Берестейщини» та «Берестейський край», розгорнули свою діяльність Українські суспільно-культурне об'єднання Брестської області, «Просвіта Берестейщини ім. Тараса Шевченка», а також Асоціація українців Білорусі «Ватра». 1996 року у Берестейському університеті розпочалася підготовка україністів.

### Переписи населення
- За даними перепису 1999 року[ru], українську як рідну мову вказали 42,9 % українців Республіки Білорусь, яких за даними цього ж перепису в країні налічувалося 237 тисяч[28].
- За даними перепису 2009 року, українська була рідною для 51 039 осіб (0,54 % населення країни, 3-е місце після білоруської та російської). Українців серед тих, хто вказав українську рідною, було 46 403 (29,2 % усього українського населення республіки), представників інших національностей — 4 636[29]. 6 279 людей вказали, що розмовляють українською вдома[30].
- За даними перепису 2019 року, кількість тих, хто вказав українську мову рідною, збільшилася до 55 020 осіб (0,58 % населення країни, 3-е місце). Українців серед тих, хто вказав українську рідною, було 46 386 (29,1% всього українського населення республіки), представників інших національностей — 8 634. Кількість осіб, що розмовляють нею вдома, збільшилася до 8 055[31].

## Велика Британія
У Великій Британії живе близько 30 тисяч українців (1989 рік). Українці Великої Британії належать до трьох поколінь, з яких два останні — уродженці цієї країни. Друге покоління здобуло повністю середню освіту, багато хто — вищу. Перше покоління українських родин розмовляє між собою та з дітьми винятково українською мовою; друге — українською, інколи англійською мовою; третє, а також мішані подружжя усіх поколінь — частіше англійською мовою. Але тепер серед українців спостерігається велике зацікавлення українською мовою, прагнення вивчити її.
У мові українців Великої Британії переважає галицький (наддністрянський) діалект, одначе більшість його носіїв намагається опанувати літературну мову. В українські мові першого покоління емігрантів мовна інтерференція проходить переважно на лексичному рівні (слова типу фрідж, теллі, паркувати). У мовленні другого покоління, крім лексичної, спостерігається інтенсивна інтерференція на фонетичному рівні: втрата палаталізації окремих приголосних, альвеоляризація зубних проривних, асиміляція українських голосних до англійських, англійська інтонація. В їхньому мовленні чимало кальок типу квіткове ліжко — клумба (англ. a flower-bed). У мовленні третього покоління ці риси виражаються ще чіткіше.
Департамент освіти Великої Британії не надає допомоги українцям як етнічній меншості у збереженні рідної мови. Цьому сприяють усі українські громадські організації, зокрема засновані 1945—1946 роках «Союз українців у Великій Британії» (1989 року ця організація мала відділи в 64 містах і містечках), «Союз українських вчителів і виховників» (заснована в 1956 році), українські церкви різних конфесій, де служба Божа правиться українсько мовою. Популяризаторами української мови виступають українські хорові колективи, що є в багатьох містах, зокрема «Гомін», «Русалка Дністрова» і «Трембіта» в Манчестері, «Дніпро» в Олдгемі, «Боян» і «Заграва» в Ноттінгемі, «Верховина» і «Волошки» в Ковентрі.
Повних українських шкіл у Великій Британії немає, є дитячі садки та одинадцятирічні суботні школи українознавства, де діти вчаться раз (рідко двічі) на тиждень. Перші такі садки (7) та школи (20) було організовано у 1955—1956 навчавчальному році. Найбільший розвиток українських шкіл припадає на середину 1960-х років (у 1965—1966 навчальному році було 15 садків з 200 дітьми та 43 школи з 2 473 учнями). Наприкінці 1970-х років, коли в школу прийшло третє покоління, часто із змішаних родин, українську мову стали вивчати переважно як іноземну (на базі англійської). У 1954—1987 роках учні середніх шкіл могли здавати екзамен з української мови на так званому загальному рівні, з 1988 року українську мову включено як факультативну дисципліну до загального свідоцтва про середню освіту у Великій Британії. Після спаду у 1990-х роках розпочався процес відкриття дитячих навчальних закладів: у 1983—1984 навчальному році — 14 шкіл (350 учнів) і 6 садків (92 дітей); у 1988—1989 — 16 шкіл (405 учнів) і 12 садків (110 дітей); через рік кількість учнів збільшилася до 448, відкрився ще один садок. 1955 року завдяки старанням славіста В.-К. Метьюза — тодішнього декана факультету мов і літератури в Інституті слов'янських і східноєвропських студій Лондонського університету — там впроваджено українську мову як факультатив. З 1970 року вона вивчається в цьому інституті як фаховий предмет для деяких славістів, 1991 року організовано регулярне вивчення української мови як окремої дисципліни. Дорослі можуть вивчати українську мову в Лондонському коледжі Українського католицького університету (1979 рік), Інституті слов'янських і східноєвропейських мов Лондонського університету та Бірмінгемського університеті. Силами Спілки українських учителів Великої Британії опубліковано 1970 року «Нарис методики викладання української мови» Б. Шкандрія.
З першого покоління українських письменників і журналістів Великої Британії відомі: Олекса Воропай, М. Верес, В. Бора (справж. — Б. Шкандрій), М. Добрянський, Г. Мазуренко, К. Зеленко, Н. Драбат. На початку 1970-х років з'явилася група українських літераторів, що належить до другого покоління: Я. Василюк, Я. Рутковський, М. Юрків, В. Даківська, В. Слез. 1975 року утворено Товариство українських літераторів у Великій Британії. При Спілці українців у Великій Британії є українське видавництво (у Лондоні), книжково-сувенірні крамниці і бібліотеки (у Лондоні, Манчестері та ін.). Спілка видає з 1945 року тижневик спершу під назвою «Наш клич» (1945—1947 роки), далі «Українська думка». В 1977—1983 роках виходив журнал «Вітраж». Бібліотека Інституту слов'янських і східноєвропейських студій Лондонського університету (заснована в 1915 році) має український фонд (6 тис. одиниць).

## Західна Європа
Українська мова в Західній та Центральній Європі поширена виключно в середовищі вихідців з України (головним чином українців) та їхніх нащадків. Зазнаючи повсякденної асиміляції з боку оточення у країнах поселення, українці не втрачають почуття національної свідомості, зберігають рідну мову й культуру. Еміграція українців до Західної Європи, зумовлена політичними та соціально-економічними причинами, почалася майже триста років тому. Загальна чисельність українців у Західній Європі — 93 тис. чол. (1989).

### Австрія
В Австрії проживає близько 5 тис. українців (1989 рік). Розпочалась еміграція сюди після приєднання Галичини й Буковини до Австрійської імперії. Особливо багато українців прибуло під час 2-ї світової війни (понад 100 тис.). Українці живуть у Відні (1 тис.), містах Зальцбурзі, Куфштайні, Інсбруку, Граці, Клаґенфурті, Філлаху. З 1967 року діє Координаційна рада українських організацій Австрії. Українська греко-католицька церква тут має 7 парафій (4 тис. вірян); найдавніша (з 1784 року) — у Відні при церкві Святої Варвари; є православна церква.
У 1946—1950 роках в Австрії були українські дитячі садки, середні й вищі школи, видавництва «Наші дні» та І. Тиктора, виходили газети «Останні новини", «Промінь», журнали «Літаври» та «Звено», діяли театри, театр, студія тощо.

### Бельгія
У Бельгії налічується близько З тис. українців (1989 рік), які приїхали сюди в основному після 1945 року. Вони мешкають у Брюсселі, Левені, провінціях Ено, Лімбург, Льєж. Тут діють Українське науково-освітнє товариство (з 1947 року; опікується школами для українських дітей), Об'єднання українок Бельгії (з 1948 року) та інші національні громадські організації. У 1948 році створено Головну раду українських громадських організацій Бельгії. Є українські греко-католицькі та православні церкви, а також чернечий чин редемптористів. Виходять часопис «Вісті» (з 1945 року) — орган Українського допомогового комітету в Бельгії, журнали «Голос Христа Чоловіколюбця», «Крилаті». У 1947—1948 роках виходив місячник «Тризуб».

### Іспанія
В Іспанії українці — переважно студенти Колегії Святого Якова. Об'єднані в Товаристві студентів-католиків «Обнова» та однойменному хорі при ньому (з 1947 року) та в Українській студентській громаді (з 1956 року). У 1951 році Іспанське національне радіо започаткувало передачі українською мовою, в 1952 засновано українську секцію при Мадридському центрі східних досліджень. Журнал центру «Oriente Europeo» вміщує статті на українську тематику.

### Італія
В Італії після 1596 року постійно перебуває невелика українська громада греко-католицького. духівництва Рима та його околиць (Українська колегія Святого Йосафата, Українська папська семінарія, храм Святої Софії й Український католицький університетт ім. Святого Климента, Головний монастир сестер служебниць (з 1947 року) і василіанок (з 1953 року), монастир «Студіон» (1954 рік)) і Турина (салезіяни). У Ватикані, в архівах зберігаються документи з історії України. З 1939 року ватиканське радіо щодня транслює програму українською мовою. У 1945—1947 роках в Італії було близько 15 тис. українців, переважно військовополонених, які згодом виїхали до Великої Британії. В 1954—1956 роках видавався італійською мовою журнал «Ucraina» («Україна»). В університетах Рима і Неаполя були організовані факультети української мови.

### Нідерланди
У Голландії живе близько 1 тис. українців, які входять до Об'єднання українців у Голландії (з 1948 року). У XVII столітті у вищих школах країни навчались українські студенти. Утворений за ініціативою Андрея Шептицького Апостолат для українців фінансував (1948—1950 рік) Українську католицьку семінарію у Кюлемборгу, сприяв створенню (1951 рік) в Утрехті візантійського хору з голландців, що співають українською мовою. У Тілбурзькому університетіті існує кафедра українознавства.

### Люксембург
В Люксембурзі живе невелика група українців, що поселилися тут у 1933 році.

### Німеччина
У Німеччині проживає близько 20 тис. українців (1989 рік). У XVIII—XIX століттях українці приїздили сюди групами із західноукраїнських земель на сезонні роботи. Під час Першої світової війни тут було близько 200 тис. українських військовополонених. Після поразки національно-визвольних змагань 1917—1921 років частина українських політичних біженців знайшла притулок у Німеччині. Перед 1939 роком тут проживало близько 10 тис. українців. Центром української еміграції був Берлін. На кінець Другої світової війни в Німеччині опинилося 2,5—3 млн українців (військовополонені, примусово вивезені на роботи до Німеччини та інші), більшість з яких була репатрійована. 1946 року тут налічувалося уже 180 тис. українців, що поступово виїздили до інших країн. Майже половина з тих, що залишилися, поселилась у Баварії, інші — в Баден-Вюртембергу, Гессені, Вестфалії, Нижній Саксонії, Гамбурзі, Бремені, Берліні тощо. 67 % українців — католики східного обряду, 31 % — православні. 1945—1951 відзначені бурхливим громад, і культур, життям українців Німеччини (41 організація з 638 відділеннями і 58 тис. членів, 5 вищих навчальних закладів, Наукове товариство ім. Шевченка, 44 видавництва, що випускали 147 періодичних видань і опублікувало понад 700 книг, 31 оркестр, 60 хорів, 54 аматорських колективи тощо). За станом на 1955 рік була 41 суботня школа і 24 дитячі садки (1970 року 20 і 3 відповідно). Центром громадського, наукового та культурного життя українців у Німеччині, всієї діаспори став Мюнхен. Тут міститься Український вільний університет (з 1946 року), Європейське представництво Української вільної академії наук, Український технічно-госпосподарський інститут (з 1945 року — у Регенсбур-зі, з 1952 — у Мюнхені), видавництва («Українське видавництво», «Сучасність», «Молоде життя», «Verlag Ukraine», що разом з Німецько-українським товариством видає німецькомовну літературу про Україну тощо), у 1954—1995 роках працювала українська редакція радіостанції «Свобода», з 1954 року виходив громадсько-політичний тижневик «Шлях перемоги» (з 1992 року — у Львові, з 1996 — у Києві), католицький релігійно-суспільний тижневик «Християнський голос» (1949—1951 рік), місячник «Сучасність» (з 1961 року; з 1992 — у Києві), виходить молодіжний журнал «Авангард» (з 1946 року); у Карлсруе — Ландсгуті видається квартальник Української автокефальної православної церкви «Рідна церква» (з 1952 року) тощо.

### Франція
У Франції нараховується близько 30 тис. українців (1989 рік). Першими переселенцями були прихильники гетьмана І. Мазепи. Наприкінці XIX — на початку XX століття сюди прибуває з Наддніпрянщини й Галичини чимало інтелігенції, за участю якої створюється осередок українського громадського і культурного життя. Багато українців приїхало після Першої світової війни (учасники національно-визвольних змагань 1917—1921 років, заробітчани з Галичини). В 30-х роках XX століття у Франції жило до 40 тис. українців. Під час Другої світової війни тут опинились українці, примусово вивезені на роботи, та полонені. Багато з них вступали до лав Руху Опору, об'єднувалися в українські бойові загони. Після війни до Франції переїхали українці з таборів переміщених осіб в Австрії і Німеччині. Тепер найбільше українців живе в Парижі та центральних і східних регіонах країни. За віросповіданням вони належать до Української автокефальної православної церкви й Української греко-католицької церкви. Діє близько 20 українських громадських організацій та установ, які координуються Українським громадським комітетом у Франції. Освіта українською мовою забезпечується громадськими організаціямиціями. Є українські школи, заняття в яких проводяться по середах (Париж, Ліон), та тритижневі курси українознавства під час канікул. Підготовка фахівців з української мови здійснюється у державних вищих школах: з 1939 року — у Національному інституті східних мов і цивілізацій, з 1972 року — в університеті Париж VIII (Сен-Дені) та в університеті Бордо. Питаннями культури опікується Українське академічне товариство. Наукова робота зосереджена в Сарселі біля Парижа, де перебуває НТШ в Європі, що видає «Записки Наукового товариства імені Шевченка», «Вісті із Сарселю», «Вісті Наукового товариства ім. Шевченка в Європі». Там же перебуває редакція «Енциклопедії українознавства», Комісія допомоги українському студентству. Різного часу у Франції виходили періодичні видання: «Тризуб» (1925—1940 рік), «Українець» (1945—1946 рік), «Україна» (1949—1953 рік); франкомовні «La Revue Prométhé» (1938—1940 рік), «Bulletin franco-ukrainien» (1959—1970 рік), «Échos d'Ukraine» (1962—1969 рік) тощо. Тепер випускаються тижневик «Українське слово» (з 1933 року), а також франкомовні: «LEst-Européen» (з 1962 року), «Échanges» (з 1971 року), «La Tribune Ukrainienne» (з 1992 року), «Kaléidoscope Ukrainien» (Париж—Київ, з 1998 року; частково — україномовний) тощо. Перша українська друкарня у Франції видає періодику і книги укравїнською та французькими мовами, має книгарню. Цінні архівні матеріали зберігаються у Бібліотеціці ім. С. Петлюри в Парижі. Комітет українського народного мистецтва (Париж) знайомить французів з українською художньою творчістю. Широко відомий ансамбль «Запорозькі козаки» в Шалетт-сюр-Люен.

### Швейцарія
У Швейцарії живе невелика група українців. Першими емігрантами були інтелігенти, які в другій половині XIX ст через нац. утиски з боку імперських російського та австро-угорського урядів залишили свою батьківщину і в 70-х роках XIX століття створили тут український громадсько-культурний осередок. Заснована М. Драгомановим «Українська друкарня» (1876—1919 рік) видала 112 книг і брошур. Тут виходили «Громада» (1878—1882 рік), «Боротьба» (1915—1916 рік) та французькою мовою «La Revue ukrainienne» (1915—1917 рік), «LUkraine» (1915—1920 рік). Діють Академічна громада (з 1945 року), Українське товариство у Швейцарії (з 1951 року), Українське жіноче товариство (з 1981 року). Українська діаспора в Швейцарії сприяє налагодженню зв'язків України зі світом. Особливо велика заслуга в цьому проф. Б. Гаврилишина.

### Скандинавія
У Швеції мешкає близько 2 тис. українців (1991 рік). З'явилися вони тут ще за часів Київської Русі. Великий потік емігрантів (після 1709 року) був зумовлений подіями Північної війни. Сучасна українська діаспора склалася в основному після Першої та Другої світових війн. Найчисельніші групи — у Стокгольмі, де у 1947 році засновано Українську громаду, що видає квартальний бюлетень «Скандинавські вісті» (з 1954 року); у Мальме, де діє Українське культурне товариство; в Еребру, де є Українсько-шведська громада. Шведський уряд виділяє кошти на утримання державної української школи.
У Данії, Норвегії, Фінляндії теж є невеликі групи українців.

## Казахстан
Поширення української мови в Казахстані пов'язане з появою на його землях українських поселень, починаючи з останньої чверті XVIII століття. Для охорони завойованих територій на Сході Росія створила Сибірське козаче військо, дислокація якого охоплювала й частину сучасного Казахстану. 1770 року до нього були залучені заслані сюди учасники Коліївщини — гайдамацького руху на Правобережній Україні, придушеного російськими і польсикими військами 1768 року. Згодом на казахську землі переселилося кілька тисяч селян з Харківської губернії. Масове переселення українців до Казахстану розпочалося після скасування кріпацтва 1861 року. Царський уряд 1881 року затвердив «Тимчасові правила щодо переселення селян на вільні казенні землі». 1889 року видано закон про добровільне переселення сільським жителів і міщан на казахські землі. З 1886 року Переселенське управління почало публікувати статистичні дані про масштаби переселенського руху. За Всеросійським переписом населення 1897 року українців у Казахстані налічувалося вже 93,2 тис. чол., тобто 1,89 % від його населення. Найбільше їх осіло на територіях, які пізніше склали Акмолінську, Північноказахстанську та Кокчетавську області, — 51,1 тис. чол. Наприкінці XIX — на початку XX століття потік переселенців з України значно зростає через погіршення становища українського селянства. Після російської революції 1905 року царський уряд, щоб пригасити невдоволення серед малоземельних селян, ініціював їх переселення за програмою столипінської аграрної реформи. В цей період кількість українців у Казахстані зросла до 789,3 тис. чол., головним чином за рахунок вихідців з Полтавської, Харківської, Херсонської, Волинської, Київської, Чернігівської губерній. За радянського часу українське населення у Казахській РСР збільшувалося за рахунок виселення з України т. з. куркулів та репресованих. Найбільшої кількості українське населення в Казахстані досягло в 1970 році 936 628 чол. внаслідок природного приросту та переселення з України у зв'язку з промисловими новобудовами, освоєнням цілини, а також призначеннями до республіки молодих фахівців-українців. Перша спроба задовольнити мовні й культурні потреби українців у Казахстані припадає на кінець 20-х — початок 30-х років. У заходах з національного питання, запланованих керівними органами, наголошувалося на господарському і культурному обслуговуванні інтересів національних меншин, передбачалося утворення окремих адміністративних одиниць (волостей, районів) за національною ознакою в місцях проживання однорідного за національним складом населення. 21.III 1930 Президія ЦВК Казахської СРР прийняла постанову «Про посилення обслуговування українського і німецького населення рідною мовою». Ця постанова пропонувала окружним виконкомам у місячний термін визначити сільради з переважанням українського населення й надалі вести облік українських рад окремо від російських. За майбутнього районування передбачалося врахувати необхідність збереження і виділення національно однорідних українських рад та районів. У селах і районах з переважанням украънського населення всі радянські і кооперативні органи мали вжити практичні заходи для забезпечення з 1 січня 1931 переходу на обслуговування цього населення українською мовою, а до 1 січня 1933 перевести на цю мову діловодство. Наркомат освіти було зобов'язано розробити конкр. план запровадження з 1933/34 навчального року в українських селах і районах викладання в школах українською мовою, а для цього забезпечити навчальний процес кадрами вчителів-українців або особами, що знають українську мову, українськими підручниками і посібниками, а також відкрити спеціальні школи або відділення для українців при школах тощо. Відповідно до цієї постанови на кінець 1932 року в Казахстані було виділено три українські національні райони: Ак-Булацький — 60 сільрад, Федорівський — 24 сільради та Цюрупинський — 26 сільрад. 27—28 лютого 1932 року Президія ЦВК республіки з метою дальшого посилення та поліпшення роботи серед націолнальних меншин в Казахській РСР приймає постанову про створення при Президії ЦВК відділу національних меншин. Після об'єднаного пленуму ЦК і ЦКК КП(б) України, на якому було обговорено найближчі завдання щодо національної політики в Україні, 20 грудня 1933 вийшла пов'язана з нею постанова Казкрайкому ВКП(б), згідно з якою дальше проведення українізації припинялось. Натомість тут, як і повсюдно, під гаслами піклування з боку держави, «дружби народів» і «зближення націй» починає проводитись політика зросійщення. Як наслідок, це поступово призвело до значного зменшення серед українців Казахстану показника володіння мовою своєї національності, визнання її рідною, до занепаду національної свідомості. Якщо в переписах 1897, 1916, 1917 років рідна мова була водночас і етнічним визначником і серед українців не відзначалося зміни етнічного самовизначення, то переписи радянського часу засвідчують цілком інший стан. Так, за переписом 1959 року, рідною українську мову вважало 460 079 українців з 762 131 або 60,3 % усього українського населення Казахстану; 30 165 вважали рідною мовою російську, 85 — казахську, 317 — інші мови. А вже за переписом 1989 цей показник склав лише 36,6 %.
У зв'язку з демократизацією суспільства та наступним розпадом СРСР і постанням незалежних держав, особливо після Конгресу українців колишнього СРСР та Першого Всесвітнього форуму українців 1992 року, у Казахстані почали створюватися українські громади, які головним завданням ставили об'єднання казахстанських українців задля відродження, вивчення і вдосконалення знання української мови, рідної культури, звичаїв, обрядів тощо. Першим таким об'єднанням став Український культурний центр у м. Алмати (голова — доктор філології О. Гаркавець). 1991 року УКЦ провів Перший фестиваль народної творчості українців Казахстану. 1994 року засновано офіційне періодичне видання — загальноказахстанську газету «Українські новини». При УКЦ діє дитячий ансамбль «Україночка». Українські громади виникли також у містах Акмолі (з 1998 року — Астана, тепер столиця країни), Актау, Аркалику, Байконурі, Караганді, у Кустанаї, Павлодарі, Петропавловську, Семипалатинську, Талдикургані, Таразі, Уральську, а також у багатьох районах. В Астані відкрито перший у Казахстані Український навчальний комплекс, куди входять: українська гімназія, дитячий садок та недільна школа. При об'єднанні діє український фольклорний ансамбль «Червона калина» та юнацька спортивна організація «Пласт». У складі Павлодарського товариства української культури ім. Т. Шевченка діє український хор, недільна школа та дитячий ансамбль «Промінь». Регулярними є передачі обласного радіо і телебачення українською мовою. У м. Караганді діють Український культурний центр з недільною школою, Ліга українських жінок Караганди і Карагандинської області, греко-католицька церква, де служба правиться українською мовою. У м. Семипалатинську — Товариство української культури «Світанок». З 1993 року на Алмати й Алматинську область почали регулярно транслюватися передачі Української служби Всесвітнього радіо «Україна». Українські громади беруть активну участь у роботі Асамблеї народів Казахстану — дорадчого органу при Президентові Казахстану. В областях і в Алмати діють малі асамблеї. 1995 року за сприяння посольства України в Казахстані створено товариство дружби «Казахстан — Україна». В 1997 році постали дев'ять обласних філій цього товариства, які працюють у тісному контакті з українськими громадами.

## Канада
Українська мова в Канаді — це регіональний (територіальний) варіант української мови, зв'язаний з нею (як і з іншими регіональними варіантами — українською мовою Аргентини, Бразилії, США тощо) спільним ядром системи. Канадський варіант української мови дуже близький (зокрема щодо мовної структури, лексики — за винятком окремих реалій) британському, американському та австралійському варіантам української мови завдяки панівному впливові англійської мови в плані інтерференції. Окремі дослідники помилково вважають його сепаративною українською мовою, відмінною від мови українського народу, що живе на українській етнічній території (Б. Струмінський). Одначе з погляду соціолінгвістики такі концепції не витримують критики, а з погляду національно-політичного вони небезпечні, бо підривають мовну єдність українського народу. У своїх численних працях І. Герус-Тарнавецька обґрунтовує теорію так званої канадизації української мови в Канаді, під якою вона розуміє усі інновації, впроваджувані в українську мову Канади через інтерференцію української літературної мови або панівних (дуже зрідка непанівних) мов Канади. З цим також не можна погодитися. Адже вплив української літературної мови може тільки зменшити канадську специфіку; що ж до панівних мов Канади, то йдеться передусім про англійську, яка на всіх рівнях впливає на канадський варіант української мови.

### Поширеність української мови: демографічні показники
У мовній характеристиці перепис населення Канади засвідчив знання рідної мови й однієї з державних. У переписах від 1971 року зібрано також інформацію про найчастіше вживану в побуті мову. До 1941 року рідною вважалася та мова, яку дана особа вивчила найкраще і якою розмовляє. У пізніших переписах рідною вважається мова, яку дана особа найперше вивчила і яку розуміє. Для перших українських переселенців у Канаді рідною була виключно українська мова. Але життя в чужомовному оточенні, чужомовна освіта, мішані шлюби, територіальна розсіяність сприяли тому, що українську мову частини нащадків першопоселенців почала витісняти англійська (в окремих випадках французька). Якщо у 1931 році українську мову вважали рідною 93,1 % української етнічної групи, то в 1971 — 48,8, а в 1981 — 35,4. За переписом 1991 року визнали українську мову рідною лише 19 % українців; менше 40 % їх володіло нею; серед тих, що вживали рідну мову в побуті, переважали люди старшого віку, переважно із сільської місцевості (провінції Манітоба, Саскачеван). У провінції Альберта з 1970 року почалася індустріалізація, яка спричинила інтенсивну міграцію селян до промислових осередків, де спостерігався сильний вплив англомовного оточення.
Мова перших українських іммігрантів (1891—1914 рік) мала виразне південно-західне діалектне забарвлення; відчувалася також досить низька загальна мовна культура її носіїв. У Канаді на неї почала сильно впливати англійська мова — відмінної структури, неблизькоспоріднена. З приїздом іммігрантів з інших районів України, зокрема після Другої світової війни, з розвитком української преси посилилися вплив і взаємодія різних українських діалектів. У 1960-х роках через урбанізацію та інтенсифікацію білінгвізму українська мова стає набутою для більшості народжених у Канаді українців, панівна роль у спілкуванні двомовців уже повністю належить англійській мові. У 1970-х роках із проголошенням Канади багатокультурною державою у межах офіційного білінгвізму серед українців зросли зацікавлення своєю етнічною спадщиною, зокрема мовою, намагання наблизити своє мовлення до української літературної норми. Події в Україні в 1990-ті роки, вихід України на політичну карту світу як незалежної держави ще більше сприяли цьому.

### Історія дослідження
Понадсторічне функціонування української мови в Канаді — знаменне явище. Мову українців Канади досліджували у своїх працях Ю. Жлуктенко, Б. Ажнюк, Ярослав Рудницький, І. Герус-Тарнавецька, Р. Петришин, І. Тесля, А. Шимків, О. Купльовська, А. Роїк, Р. Климаш, І. Погорецький, М. Лупул, Б. Кордан.

### Вплив англійської мови
Вплив англійської мови відчувається в канадському варіанті української мови найінтенсивніше на лексичному рівні. Іммігранти, зіткнувшись з великою кількістю об'єктів, явищ, понять, для яких не було назв у рідній мові, зверталися (найчастіше несвідомо) до англійської мови, безпосередньо зв'язаної з канадською дійсністю (наприклад: степлер, діп-фріз, дішвашер, тостер). Було запозичено також чимало слів, які позначають найчастіше вживані поняття і предмети, хоч вони є і в українській дійсності (наприклад рум — кімната, стокінси — панчохи, айскрім — морозиво, норса — медсестра).
Запозиченням часто була властива фонетична та морфологічна інтерференція: слова набували такої форми, яка була найдоступніша носієві української мови, наприклад ярда (англ. yard), шопа (англ. shop). Зокрема, виразній українізації піддавалася структура запозичених дієслів: клінувати (англ. to clean), вочувати (англ. to watch). Паралельно із поповненням лексичного запасу, передусім за рахунок запозичених через транскрипцію або транслітерацію слів, відбувалося його скорочення, бо цілий ряд слів, фразеологізмів, прислів'їв тощо виявився зайвим у канадській дійсності. В канадському варіанті української мови чимало полонізмів (бруди, куртина, залеглість) і русизмів (воздух, поміч) — це спадщина отчого краю. Поруч із безпосереднім запозиченням слів та словосполучень з англійської мови в українську відбуваються процеси лексичного калькування з використанням власних морфем: мировий рух (англ. peace movement), довгі години — довгий робочий день (англ. long hours), він дістав дуже сердитий (англ. he got very angry), вона дістала простуду (англ. she got a cold), як він був 20 років (англ. when he was 20 years old). Дуже часто калькують також англійські фразеологізми: посковзнення пера — незначна помилка (англ. slip of the pen), священна корова — щось заборонене, недоторканне — часто з погляду місцевого населення (англ. sacred cow), червоний оселедець — що-небудь, що відволікає увагу, навмисне вводить в оману (англ. red herring). Здебільшого методом калькування передаються окремі назви канадських установ: Міністерство справедливості — Міністерство юстиції (англ. Ministry of justice). Іноді спостерігається комбінування словотворчих елементів однієї мови з коренями іншої: бойсик (від boy), плейсик (від place), сторник — власник крамниці (від store), дресинка, дреска (від dress), горсіо, горсик (від horse).
Спостереження над усним мовленням українців в Канаді свідчить про те, що в його сучасному звучанні відбуваються значні зміни: дзвінке гортанне г замінюється придиховим h; не розрізняються голосні і та и, е та и; тверде й м'яке л збігаються в проміжному (щодо цих ознак) середньоєвропейському 1, змінюється якість українських голосних а, о; звуки т, п вимовляються з придихом.
Структурний вплив англійської мови виявляється в калькуванні прийменникових конструкцій (я то написала з пером — англ. І wrote it with a pen; концерт відбувся на сьомого листопада — англ. the concert was held on the seventh of November); у розширенні вживання препозитивного означення (прерійний хлопчик замість хлопчик з прерій), в надмірному (з погляду української мови) вживанні форм пасивного стану, віддієслівних іменників, присвійних займенників.
Інтерференція англійської мови виразно виявляється і в ономастиконі українців Канади: Джон (замість Іван), Гаррі (Григорій) і Вільям (Василь); у системі прізвищ часто вдаються до скорочень: Данилів — Dan; Кисілевський — Kay; Безкоровайний — Besko та ін.

### Правопис
Тексти української діаспорної писемності відзначаються тим, що більшість друкованих органів і видань послуговуються Харківським правописом використовуючи «Правописний словник» Григорія Голоскевича, (Нью-Йорк, 1952; перероблене видання сьомого видання «Українського правописного словничка…» 1930 року).

### Шкільництво
Навчання рідної мови було однією з найголовніших турбот українців від самого початку їхнього поселення у Канаді. Українська освіта в Канаді була успішно інтегрована в програму державної школи. У перші десятиріччя перебування українських іммігрантів у Канаді, незважаючи на значні труднощі (нестача кваліфікованих учителів, підручників тощо), відкривалися початкові школи. У 1898—1920 роках у провінціях Манітоба, Саскачеван, Альберта діяли двомовні українсько-англійські школи, де вивчали, крім англійської, також українську мову, історію і культуру.
У 1905 році уряд провінції Манітоба відкрив у Вінніпезі українську вчительську семінарію: 1907 року її переведено до Брендона, де вона функціонувала до того часу, коли двомовні школи в Канаді було скасовано. Проте у 1920–1950 роках українську мову продовжували викладати в державних школах українських поселень провінції Альберта.
Навчання дітей української мови й культури на тривалий час стало також справою церковних установ та різних етнічних організацій. 1958 року в Канаді налічувалося 600 таких шкіл на 18 тисяч учнів, у 1980-х роках їхня кількість зросла до 9 тис., а учнів — до 95 тис. Вони давали елементарні знання з української мови, історії та культури. У 1950-х роках у провінціях Онтаріо, Манітоба, Саскачеван і Альберта середні державні школи вперше запропонували курс української мови як іноземної (у них ті ж дисципліни вивчалися за ускладненою програмою; ці курси діють і понині). Українську як іноземну мову викладають і на літніх курсах в Інституті Св. Івана в Едмонтоні (провінція Альберта) та в Інституті ім. Петра Могили в Саскатуні (провінція Саскачеван).
У 1970-х роках після того, як у Канаді проголошено політику багатокультурності, відродилася двомовна освіта в державних школах провінцій Манітоба, Саскачеван, Альберта. Вона набула форми спеціалізованих шкіл, де і українська і англійська мови є мовами навчання. Більшість учнів у цих двомовних школах — англомовні.
Українська громада в Канаді домоглась заснування двох видів навчальної програм з української мови в державних школах. Першою є програма з української мови як іноземної (українська мова вивчається у 1—12 класах як окремий предмет 30—40 хв. на день протягом п'ятиденного шкільного тижня); друга програма передбачає не лише вивчення української мови, а й викладання цілого ряду предметів — суспільствознавства, мистецтва, фізичної культури, музики та релігії українською мовою.
1993 року близько 1,8 тис. учнів вивчали українську мову в державних школах провінції Альберта, 1 тис. — в Манітобі, 700 — у Саскачевані, 2 тис. — в Онтаріо. У місцевостях з найбільшим зосередженням українців було введено факультативне навчання української мови, спочатку в середній, а згодом і в початковій школах (1974 року у Саскачевані і Альберті, 1979 — в Манітобі). Але на цей предмет відводиться здебільшого одна година на тиждень, тому позашкільне навчання не втратило свого значення і тепер.
Українську мову вивчають і в так званих суботніх школах (головним чином у суботу та неділю). Значний внесок у навчання української мови в Канаді відділу освіти провінції Альберта і методичного кабінету української мови при Канадському інституті українських студій (КІУС) зробили педагогічні товариства, учителі, мовознавці (Є. Козловський, І. Шклянка, Дж. Дуравець, Д. Струк, В. Смирнів, Яр Славутич, Дж. Стечишин, Ярослав Рудницький, Ю. Луцький, Дмитро Кислиця, О. Івах, П. Юзик, С. Чорній). Завдяки їм опубліковані посібники, підручники, навчальні матеріали з української мови. У навчальному процесі використовуються підручники української мови для англомовного населення, що вийшли в Україні (Ю. Жлуктенка, Н. Тоцької, Т. Молодід, Г. Макарової, А. Медушевського, Р. Зятковської).

### Художня література
Велика роль у збереженні та розвитку української мови в Канаді належить літературі. Література українською мовою започаткована в 90-ті роки XIX століття. Перші оповідання під заголовком «Канадійська Русь. Подорожні вспомини» написав і видав 1897 року Н. Дмитрів. Перший вірш — «Канадійські емігранти» — належить І. Збуру (1898 рік, опублікований в україномовній газеті «Свобода» 1899 року). Українські письменники Канади і СІЛА у 1954—1998 роках мали своє об'єднання «Слово» та видавали однойменний альманах (з 1970 року вийшло 13 випусків). У 1964—1979 роках вийшло 5 книг в альманасі «Північне сяйво». Українська імміграція мала вирішальний вплив на популяризацію української літератури в англомовному світі. Першими пропагандистами і перекладачами українського художнього слова в Канаді були Ф. Г. Р. Лайвсей, Е. Дж. Гантер, П. Канадійці, які, працюючи серед українських іммігрантів, зацікавилися їхньою культурою, опанували українську мову. Серед перекладачів українського походження відомі Ю. Луцький, Джон Вір (справжнє ім'я — Іван Вив'юрський), М. Скрипник, Б. Мельник, Н. Педан-Попіль, М. Тарнавський. Значний перекладацький доробок В. Кіркконела та К. Андрусишина — антологія «Українські поети 1189—1962» (1963 рік) і майже повне видання «Кобзаря» англійською мовою під назвою «Поетичні твори Тараса Шавченка» (1964 рік). За редакцією К. Біди в 1968 році вийшла двомовна антологія «Поезія сучасного Квебеку», у якій твори Р. Шокета, А. Гебер, А. Гранбуа, А. Піше, Р. Жігера подано в оригіналі (французькою мовою) і в українських перекладах Б. Олександріва, І. Качуровського, К. Дмитрика. В 1989 році опубліковано бібліографічний покажчик «Українська література англійською і французькою мовами. Переклади і критичні праці (1950—86)», укладений О. П'ясецькою. Збереженню української мови сприяють також численні українські громадські, громадсько-політичні, церковні (у церквах усіх віровизнань богослужіння правиться переважно українською мовою) організації, преса, мистецтво. Чимала роль музеїв «Село української культурної спадщини» в Едмонтоні, «Український музей Канади» у Саскатуні з філіями в Торонто, Вінніпезі та Едмонтоні, «Парк української писанки» в Саскатуні, центру «Осередок української культури та освіти» у Вінніпезі. Вагоме значення українських книгарень, зокрема Української книгарні в Едмонтоні (заснована в 1915 році).

### Українська преса
До 1903 року життя українців Канади висвітлювалося на сторінках газети «Свобода», що з 1893року виходила в США. Найстаріша українська газета в Канаді — тижневик «Канадійський фармер» (виходить з 1903 року). У 1981році вона злилася з газетою «Канадійський голос» (виходила з 1910 року). До 1920 року українці видали 54 газети і журнали, деякі з них мали лише декілька випусків. Ще 150 періодичних видань було в 1921—1940 роках і 350 — після третьої хвилі еміграції. Соціалістичну пресу представляли газети «Червоний прапор» (1907—1908 рік), «Робочий народ» (1909—1918 рік), «Нова громада» (1911—1912 рік), «Українські робітничі вісті» (1919—1937 рік), «Народна газета» (1937—1940 рік). Дві газети, засновані під час Другої світової війни, — «Українське життя» (1941 рік) та «Українське слово» (1943 рік) злилися в 1965 році в газету «Життя і слово». Перша католицька газета в Канаді — «Канадійський русин» (1911—1919 рік), згодом — «Канадійський українець» (1919—1931 рік). Інші тижневики католицького спрямування — «Наша мета» (з 1949 року) і «Поступ» (з 1959 року). Популярні періодичні видання — газети «Гомін України» (з 1948 року), «Український голос» (з 1910 року), «Вільне слово» (з 1956 року), «Українські вісті» (з 1932 року) та літературний журнал «Нові дні» (з 1950 року). Спершу українська преса Канади допомагала іммігрантам пристосуватися до умов життя в новій країні. Згодом її функцією стало повідомляти про життя в Україні та в українській канадійській громаді. На сьогодні лише п'ята частина українських канадців читає україномовну пресу. З 1989 року досить популярною у Канаді стала «Літературна Україна» (газета письменників України). Українські видавництва від 1945 року («Гомін України», «Добра книжка», «Євшан-зілля», «Нові дні», «Преса оо. [отців] Василіян», «Новий шлях» у Торонто; «Преса редемптористів» у Йорктоні, «Видавництво українських новин» в Едмонтоні, «Преса Тризуб», вид-во УВАН і вид-во І. Тиктора у Вінніпезі) опублікували чимало україномовних книжок, брошур, календарів тощо. З 1976 року найактивнішим є видавництво Канадського інституту українських студій, що видає переважно праці з історії та літератури України. Чималу роль відіграє і телебачення українською мовою, зокрема в Альберті (з 1980 року). В 70-х роках організовано серію телепрограм для дітей «У тітки Квітки»; є ряд радіопрограм українською мовою, в Торонто — годинна програма «Світогляд» про новини українського політичного й культурного життя.

## Латинська Америка
Масова еміграція українців до країн Латинської Америки почалася наприкінці XIX — на початку XX століття, головним чином з підневільних українських територій Австро-Угорської імперії (Галичина, Буковина, Закарпаття). Емігрантський потік прямував в основному до двох найбільших латиноамериканських країн — Бразилії та Аргентини. Початком масового від'їзду українців до Бразилії вважається зима 1894-95 років. На кінець листопада 1895 року тільки з 15 східногалицьких повітів до цієї країни виїхало 1712 родин (8142 особи). Головними осередками концентрації українських поселенців у Бразилії стали штати Парана, Санта-Катарина, Ріу-Гранді-ду-Сул, Сан-Паулу. Тепер у Бразилії мешкає близько 115 тис. українців. Основним напрямом діяльності перших українських громадських організацій був культосвітній. У серпні 1902 року в столиці штату Парана Куритібі було створено першу на латиноамериканському континенті українську організацію — Товариство «Просвіта», головною метою якого було поширення просвіти між русинами-українцями, що мешкають у Бразилії, шляхом заснування шкіл, філії товариства в колоніях та через видання часопису. Завдяки діяльності цього товариства в штаті Парана в 1912 році вже функціонувало 35 українських шкіл. Початкове навчання української мови для дітей іммігрантів провадилося за допомогою абеток, що надходили з Галичини. Велику роботу із друкування навчальних українських текстів з урахуванням місцевих умов провадила перша на континенті українська газета «Зоря» (виходила в Куритібі в 1907—1910 роках). Товариство ім. Шевченка в Куритібі видавало часопис «Прапор» (1910—1911 рік). З 1912 року у Прудентополісі (штат Парана) виходить щомісячна газета «Праця». З 1975 року функціонує громадське українське об'єднання «Українсько-бразильська центральна репрезентація». Одна зі складових його організацій — «Хліборобсько-освітній союз» — видає щомісячний часопис «Хлібороб», має радіостанцію «Українська хвиля», яка щотижня виходить в ефір українською мовою з програмою «Українські миттєвості» і «Українська година».
Першими українськими іммігрантами в Аргентині вважаються 12 родин, що приїхали в цю країну 27 серпня 1897 року і оселилися в місцевості Апостолес (провінція Місьйонес). За даними дослідника української імміграції в Аргентині М. Василика в Аргентині нині живе 200 тис. українців, які зосереджені головним чином в столиці Буенос-Айресі та на її околицях (100 тис.), в провінціях Місьйонес (40 тис.), Чако (26 тис.), Мендоза (10 тис.). Українці, які прибули до Аргентини наприкінці XIX -на початку XX століття, за своїм соціальним складом були в основному селянами. А багато з тих, що приїхали сюди з України після Другої світової війни, мали середню або вищу освіту. Вони не тільки поповнили вже створені українські поселення, а й значно активізували суспільне життя української громади. Першим культурно-освітнім осередком в Аргентині стала українська читальня, що відкрилася в Апостолесі в 1910 році. У 1912 році був створений Соціальний клуб «Україна» в м. Азарі (Місьйонес). Згодом виникло багато інших громадських організацій. 25 з них -«Просвіта», «Відродження», «Пласт», Спілка укр. молоді, фундація ім. Шевченка, Аргентино-українська асоціація високошкільників, Братство Першої дивізії Української нац.іональної армії («Галичина»), Українське католицьке об'єднання та інші. В 1948 році на Конгресі українців Аргентини створили Українську центральну репрезентацію (УЦР) українських товариств. За рішенням XX Конгресу українців Аргентини від 3 квітня 1993 року Надзвичайна сесія Головної ради прийняла Статут УЦР, в якому, зокрема, поставлено завдання «дбати про культурний, освітній та економічний розвиток української спільноти. Інформувати народи світу про Україну, її культуру, історію та Українську Державу через публікації книжок, брошур, статей…».
Певна частина української діаспори Аргентини, яка не увійшла до складу УЦР, утворила 1986 hjre об'єднання — Федерацію культурно-спортивних клубів рад. громадян Аргентини.
Із заснуванням українських товариств і створенням українських парафій відкривалися й українські школи, які згодом стали називатися «Рідними школами», та українознавчі гуртки. Перша українська школа в Аргентині відкрилася в м. Апостолесі при читальні ім. Маркіяна Шашкевича в 1910 році. Практично одночасно українська школа відкрилася і в Буенос-Айресі. В 1957 році УЦР заснувала Педагогічну громаду, завданням якої є координація роботи «Рідних шкіл». Спочатку «Рідні школи» діяли без будь-яких навчальних та інших планів. Пізніше Педагогічна громада виробила 10-річну систему навчання, за якою працювали школи при товариствах «Просвіта» та «Відродження». Програма навчання «Рідних шкіл» включає такі дисципліни: читання та український правопис, історія України, географія України, українська література, релігія, співи. До програми середніх класів школи при Українській католицькій церкві входив також предмет «культура і суспільство». 1966 року кардинал Й. Сліпий заснував у Буенос-Айресі філію філософсько-гуманітарного факультету Українського католицького університету з кафедрою славістики, до навчальної програми якої входили, зокрема, українська філологія, історія української літератури, український фольклор, мистецтвово України, історія України, економічна географія України, історія української церкви.
Перша газета українською мовою в Аргентині «Українське слово» з'явилася в 1928 році. її видає й нині товариство «Просвіта». Газету «Наш клич» випускає культурно-освітня організація «Відродження». Українське католицьке об'єднання видає щомісячну газету «Голос Української церкви», а інша релігійна організація — Братство Святої Покрови — газету «Дзвін». Друкованим органом Федерації культурно-спортивних клубів рад. громадян Аргентини стала газета «Рідний край». Раніше ця організація в різні часи друкувала «Українську робітничу газету», «Світло» та «Знання». Перша українська радіопрограма «Вільна Україна», яка мовила для мешканців Буенос-Айреса й передмістя, вийшла в ефір наприкінці 50-х років (спочатку мовлення велося українською та іспанською мовами, але на вимогу місцевого уряду програми перейшли винятково на іспанську мову).
В інших країнах Латинської Америки більш-менш компактно українці живуть в Уругваї (15 тис.), Парагваї (10 тис.), Венесуелі (6 тис.). За час життя в Латинській Америці більша частина українців стала двомовною. Іспансько-українська та португальсько-українська двомовність спричинила появу в рідній мові українців іншомовного лексичного шару, який відображав спочатку назви місцевих реалій, а згодом поширився практично на всі сфери життя. Більшу частину іспанських лексичних запозичень в українській мові Латинської Америки становлять іменники — понад 85 %. Вони належать буквально до всіх сфер життя в новому оточенні: адманістративного поділу і системи управління, політичної лексики, громадської діяльності, військової, юридичної, фінансової лексики, одиниць вимірювання, свят, звертань, географічних назв, безпосереднього оточення, трудової діяльності (назви підприємств і установ, технічні терміни, назви промислової продукції, загальновиробнича лексика, терміни сільського господарства, назви професій та занять); побуту (продукти харчування та інгредієнти, страви, напої, одяг, взуття тощо); абстрактних понять тощо. Серед іспанських запозичень дієслова становлять приблизно 17 %. Вони входять до української мови Латинської Америки двома способами: 1) до іспанської основи додаються українські суфікси -ува/-юва та закінчення -ти, а в особових формах — відповідна флексія: акомпанювати «супроводжувати» (я акомпанюю); 2) до запозиченого іспанського інфінітива приєднуються суфікси -и- та закінчення -ти (в особових формах цей вид запозичення практично не зустрічається). Серед запозичених інших частин мови прикметники становлять приблизно 6 %, прислівники — 1,3 %, вигуки — 0,5 %.
Коли двомовність стала постійним і масовим явищем, українські іммігранти звернулися до такого лінгвістичного явища, як калькування. Калькування в межах слова здійснюється, як правило, в сфері похідних і складних слів. Наприклад, знаючи іспанський лексичний ряд сага «лице» — descaro «безсоромність, нахабство», вони встановили тотожність першого члена ряду іспанського сага — українське лице, обличчя, і в зв'язку з цим у мовців виникла потреба мати й другий член ряду такої будови, щоб його коренем була морфема — лиц-/лич-. Негативний іспанський префікс des — ототожнився з українським без-, закінчення -о з укр. -я. Так виникла калька іспанського descaro — безликість. Аналогічно з'явилися такі кальковані слова, як: безсорочник > іспанське descamisado «злидар, бідак»; назадництво > ісп. atraso «відсталість», передминулий < ісп. antepasado «позаминулий» тощо. Особливо багато калькованих лексичних одиниць серед словосполучень різних структур (молочна корова > іспанське vaca lechera «дійна корова»; декларація діл > declaración de los hechos (юридичне «зізнання») та фразеологізмів (робити нумери > іспанське hacer numeras «лічити, рахувати»; брати міри > ісп. tomar medidas «вживати заходи»; робити просьбу > іспанське hacer un pedido «звертатися з проханням, замовляти».
В українській мові Латинської Америки спостерігається і таке явище, як семантичне калькування іспанських мовних одиниць. Цей феномен відбувається: а) коли існує фонетична схожість ототожнюваних слів і під впливом значення іспанського інтернаціоналізму змінюється значення відповідного українського слова. Наприклад, слово диригент (польс. dyrygent) в укр. літературній мові винятково музичний термін. Під впливом іспанського dirígent в мові українців Латинської Америки воно набуває більшої генералізації — керівник взагалі: В країні привітали політичного диригента; б) коли звук, склад ототожнюваних слів не має жодної подібності. Наявність такої інтерференції свідчить: тенденція до ізосемії настільки посилилася, що їй більше не потрібна така опора, як однакове чи подібне звучання. В українській мові Латинської Америки існує чимало власних слів, значення яких змінилося на зразок іспанського діалексичного змісту з таким же значенням. Наприклад, іменник вступ, семантично ототожнюючись з іспанським entrada, вживається в значенні 'квиток'. Спостереження за іспано-українським та португало-українським двомовностями показує, що стійкість української мови в досить несприятливих умовах контакту дуже велика. Проникнення в її лексично-семантичну систему великих мас гетерогенного матеріалу надає їй більшої комунікативної гнучкості, посилює пристосованість до нових умов спілкування.

## Молдова
Українська мова у Молдові функціонує у регіонах, де проживає (у тому числі компактно) значна кількість українців. Українці в Молдові є носіями південно-східних або південно-західних, а також мішаних говірок. Діалектна неоднорідність українського населення в країні відбиває «Атлас української мови», яким охоплено 30 населених пунктів Молдови (у т. 2—13, у т. З, ч. 2—17). Це переважно села, в яких українці становлять більшість або зі змішаним (різнонаціональним, у тому числі українським) населенням.
У 1924 році на частині території України було утворено Молдавську АСРР у складі УСРР, тут діяла мережа українських шкіл, бібліотек, різних видавництв тощо За часів панування у Бессарабії Румунії (1919—1940, 1941—1944) викладання у школах здійснювалося тільки румунською мовою. Після 1940 в частині сіл з українським населенням деякий час були школи з українською мовою навчання.
У 1950-х рр. освітня мережа була згорнута, припинився випуск українських видань тощо. Фактично українська мова в Молдові функціонувала лише на побутовому рівні. Після здобуття Молдовою державної незалежності (1991) в місцях компактного проживання українців відновлюється навчання рідною мовою; організовуються бібліотеки української книги, різні українські товариства тощо.

### Переписи населення
- За даними перепису 2004 року, рідною українська була для 186 394 осіб (5,51 % населення країни, 4-е місце після молдавської, румунської та російської). 130 114 осіб (3,85 % населення Республіки Молдова) вказали, що зазвичай розмовляють українською[32].
- За даними перепису 2014 року, кількість тих, хто вказав українську мову рідною, зменшилася до 107 252 осіб (3,82 % населення країни, 5-те місце після молдавської, румунської, російської та гагаузької), а кількість тих, хто зазвичай розмовляє українською — до 73 802 осіб (2,63 % населення республіки)[33][34].

## Польща
У країні налічується понад 300 тисяч автохтонних українців, що компактно проживають у південно-східних районах (на південь від міст Новий Сонч, Ясло, Кросно, Санок) — північні лемки вздовж польсько-українського кордону (часто впереміш з поляками), надсянці в районі Перемишля (верхнього басейну р. Сян), далі на північ між Бугом і Наревом — носії підляських говірок (Холмщина).
Під час сумнозвісної акції «Вісла» в 1947 році українці були силоміць вивезені зі своєї етнічної території і розселені поодинокими родинами, невеликими групами у північних Кошалінському, Слупському, Гданському, Ельблонзькому, Ольштинському, Сувальському воєводствах, а також у західних — Вальбжиському, Зеленогурському, Вроцлавському, Гожовському, Щецинському та інших. На кінець Другої світової війни в межах сучасної Польщі (Північна Лемківщина, Надсяння, Холмщина) українців було понад півмільйона, частина з них за радянсько-польською угодою (1945 рік) переселена в УРСР.
Більшість автохтонного українського населення в Польщі — селяни, що користуються своїми місцевими говірками. Літературна мова, як і діалекти польських українців, зазнали впливу польської мови, зокрема в лексиці, особливо фаховій, суспільно-політичній. Поширенню української літератури мови сприяє українська преса в Польщі, зокрема щоденна газета «Наше слово» (з 1956 року) і додаток до неї «Дитяче слово» (пізніше «Світанок»), щомісячний журнал «Наша культура» (з 1958 року), альманах «Український календар» (з 1958 року), студентський журнал «Зустрічі» (з 1980 року), а також школи, гуртки, читальні, українські громадсько-культурні товариства в Польщі (з 1956 року), радіопередачі українською мовою з Любліна, Ряшева, Кошаліна, Ольштина тощо. Українську мову, пісню, музику, танці поширюють українські артистичні гуртки. В українських виданнях Польщі періодично друкуються художні твори місцевих українських письменників. На основі лемківського діалекту розвивається художня література, опубліковано антологію «Гомін» (1969 рік). У Польщі є українські середні школи, на філологічних факультетах університетів — українські відділення (у Варшаві — з 1953 року, Католицькому університеті в Любліні — з 1989 року, Краківському — з 1990 року).
З новою хвилею української імміграції 2010-х років українська мова значно поширилися у традиційно польських регіонах, де ніколи раніше не проживала суттєва кількість українців. Зокрема, українська мова стала доступною у квиткових автоматах великих міст Польщі (поряд з польською, англійською та німецькою), таких як Варшава, Вроцлав, Познань та Лодзь. Офіційні міські портали таких міст як Познань та Вроцлав додали україномовні версії своїх сторінок. Українські говірки Підляшшя, хахлати або підляшської мови (прості, місцеві) — термін для різних східнослов'янських говірок, на даний час вживається переважно православним населенням, що проживає на Підляшші, найчастіше входить до говірок української мови (західно-поморський діалект північної (поліської) діалектної групи), що відрізняється, однак, від нього багатьма фонетичними та морфологічними ознаками і зазвичай містить численні впливи сусідніх мов: польської, російської, білоруської.  Чахлацькими діалектами користуються реліктові православні (на північ від Бугу) та римо-католики (на південь від Бугу) центрального та південного Підляшшя (навколо Семятич, Бєльська Підляського та Білої Підляски).

## Росія

### Європейська частина Росії
Українська мова в європейській частині Росії функціонує передусім у місцях постійного проживання українців на території південної частини Курської, Бєлгородської і Воронезької областей, у Самарській та Саратовській областях (Поволжя), у Ростовській області (на Дону), в Краснодарському краї (на Кубані), на Північному Кавказі.
Переселення українців до європейської частини Росії відбувалося в різний час і з різних регіонів України. На Курщині, Бєлгородщині й Воронежчині українці оселилися у XIV—XVI століття. На Воронежчині найбільше українців з'явилося у 2-й половині XVII століття — це переселенці з густо заселеного Лівобережжя і Полісся (Сіверщини, Ніжинщини, Путивльщини), а також із-за Дніпра і Західної України. З XVI століття у Слобідській Україні взаємодіяли два колонізаційні потоки; з півночі — росіяни, із заходу — українці. Заселення Слобожанщини українцями тривало і у XVIII столітті. У 1-й половині XVIII століття переселенці з України (в основному з Харківщини, Полтавщини, Ніжинщини) з'являються на землях сучасного Кінель-Черкаського району Самарської області. Після 1880 року відбулося переселення українців (з Харківської, Полтавської, Чернігівської та Херсонської губерній) у сучасний Сергіївський район цієї області. Протягом XVII—XVIII століть частина населення з центральних губерній України (Київщина і Полтавщина), а також з Чернігівщини переселилася у сучасну Саратовську обл. На цей же час припадає поява значних масивів українських переселенців на землях Нижнього Поволжя (північ і північний схід сучасної Волгоградської області). Це вихідці з Київської, Полтавської та Харківської губерній. У названих регіонах українські говірки неоднорідні — це поєднання різних говорів. У XVI—XVII століттях українці з'являються у нижньодонських степах; у 1-й половині XVII століття вони становили тут майже половину населення.
У Ростовській області українські говори охоплюють майже чверть усієї території. Це ареал, де проходить східна межа між українськими і російськими говорами. Вона досліджена у працях К. Михальчука, М. Дурново, В. Даля, О. Соболенського, Ю. Курського, О. Миртова, С. Габа та ін. Тут українські говірки співіснують з російськими; внаслідок їх взаємодії багато давніх українських діалектних рис втрачено, натомість виникло чимало нових, властивих зоні міждіалектного та міжмовного контакту.
На Кубані, головним чинином у західній частині, українські поселення виникають з 1780-х роках, а масове заселення її українцями припадає на кінець століття, коли сюди була переселена частина українських козаків, що після скасування Запорізької Січі не пішла за Дунай. Тут селилася також людність з Полтавської, Харківської, Чернігівської та інших українських губерній. У багатьох станицях українське населення переважає, у деяких пунктах становить меншість, а подекуди живе лише по кілька родин. Носії кубанських українських говірок репрезентують степовий, середньонаддніпрянський, слобожанський та східнополіський українські говори, переважають говори південно-східного наріччя. Українські говірки краю, взаємодіючи між собою і з південноросійськими говорами та російською літературною мовою, зазнають змін. Місцевий різновид української мови нині називають "балачкою".
Характер і ступінь взаємопроникнення елементів обох мов на Кубані різні, вони залежать від етнічного складу станиць і розселення українців у їхніх межах (окремими вулицями, кутками чи дворами). У 1920-х — на початку 1930-х років (до 1933) у місцях проживання українського населення навчання у школах і деяких вузах здійснювалося українською мовою (у Бєлгородському, Краснодарському і Воронезькому педагогічному інститутах були відділення з українською мовою викладання), друкувалися україномовні газети, журнали, книжки.
Частину українських говірок, поширених на територіях, суміжних з Україною, охоплено «Атласом української мови» (т. 1, 3). До мережі АУМ входять 7 населених пунктів з Курської області, 33 — з Бєлгородської, 28 — з Воронезької, 34 — з Ростовської, 1 — з Волгоградської та 71 — з Краснодарського краю.

### Азійська частина Росії

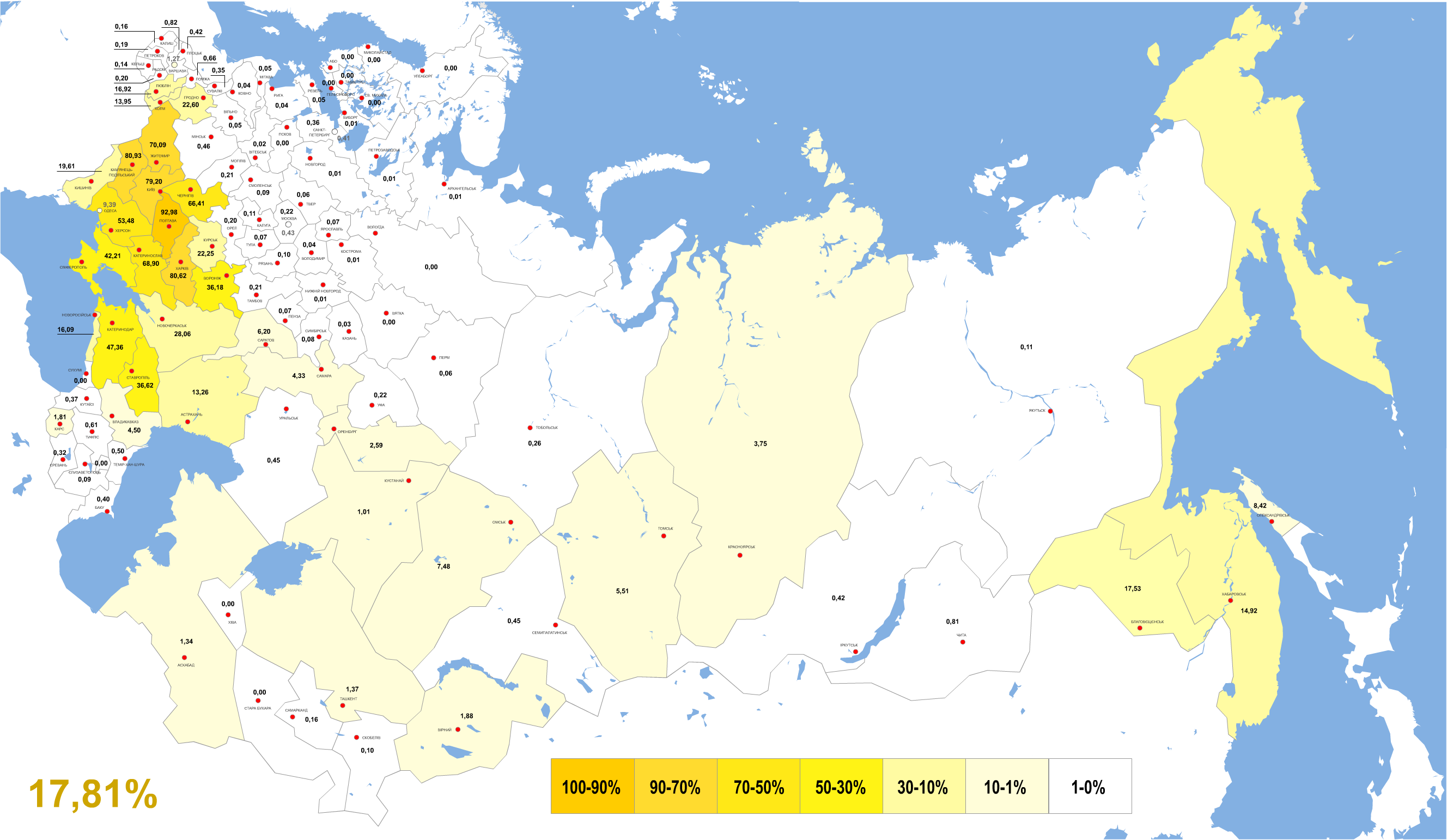
Українська мова в Російській імперії вкінці 19 століття

Одним з найбільших українських переселенських осередків є Далекий Схід та Сибір. Поселення українців на Далекому Сході утворюють компактний ареал. Зелений Клин — сучасний Приморський край (переважно західні райони) і південь Хабаровського краю (уздовж річки Уссурі). Найдавнішими і найчисельнішими є села, засновані вихідцями з колишніх Київської, Чернігівської та Полтавської губерній; вихідці з Поділля й Волині, менше — з Харківщини й Південної України з'явилися тут пізніше. Українська мова в Примор'ї функціонує як неофіційна. Шкіл з українською мовою викладання немає (у 1920-х — на початку 1930-х роках були українські школи та педагогічний інститут у місті Благовєщенську). Характер сучасних українських говірок Примор'я визначається типом поселення (мононаціональне чи змішане), діалектним складом людності (монодіалектним чи різнодіалектним), часом виникнення переселенського масиву та інтенсивністю впливу російської мови. Ступінь збереження українських діалектних рис і проникнення російської мови різні, що зумовлює значну неоднорідність говірок навіть у межах одного населеного пункту. Фактично розмовна мова кожного села становить поєднання кількох говірок. Виразно виділяється кілька груп говірок:
- говірки, близькі, майже ідентичні вихідним говіркам; їх носіями здебільшого є люди старшого покоління, частина з яких народилася в Україні;
- говірки (переважно у західних районах), що зазнали відчутного впливу російської мови, проте зберігають вихідні українські діалектні елементи;
- говірки, в яких наявні лише окремі українські елементи (у гірських і прибережних селах).

Українці-переселенці в Сибіру з'явилися на початку XX століття (під час будівництва Сибірської залізниці у 1891–1905 роках і проведення столипінської реформи). Вони селилися переважно в Південно-Західному Сибіру. У 1920-х і на початку 1930-х років шкільне навчання в українських поселеннях велося української мовою; від 1933 року українська мова — неофіційна. Українські говірки Сибіру функціонують в оточенні російських говірок і через офіційні канали зазнають впливу російської літературної мови. Багато українців оселялося в Сибіру й пізніше внаслідок різних репресивних заходів; у 1970-1980-х роках українське населення виїжджало до Сибіру й Далекого Сходу для освоєння нафтогазових і паливно-енергетичних комплексів та на будівництво Байкало-Амурської магістралі. Міграція йшла в міста й промислові селища. Мовою школи, преси тут є російська мова, українська функціонує лише в побуті.

### Переписи населення
- За даними перепису 2002 року, 1 400 576 або 47,59 % українців Російської Федерації володіли іншими (крім російської) мовами, з них 1 267 207 володіли українською мовою. Загалом тих, хто вказав на володіння українською мовою, в Росії було 1 815 210 (5-те місце після російської, англійської, татарської та німецької).
- За даними перепису 2010 року, кількість тих, хто вказав на володіння українською мовою, зменшилася до 1 129 838. Своєю рідною мовою українську назвали 499 466 осіб[38].
- За даними перепису 2020—2021 років, який було проведено і в незаконно анексованому Росією Криму, кількість тих, хто вказав на володіння українською мовою, зменшилася до 627 106 (9-те місце). Тих, хто повідомив про її використання в повсякденному житті, було 208 854 (23-тє місце, у Білгородській області — 3-тє, після російської та англійської)[39]. Рідною українська була для 294 952 (21-е місце)[40].

## Румунія

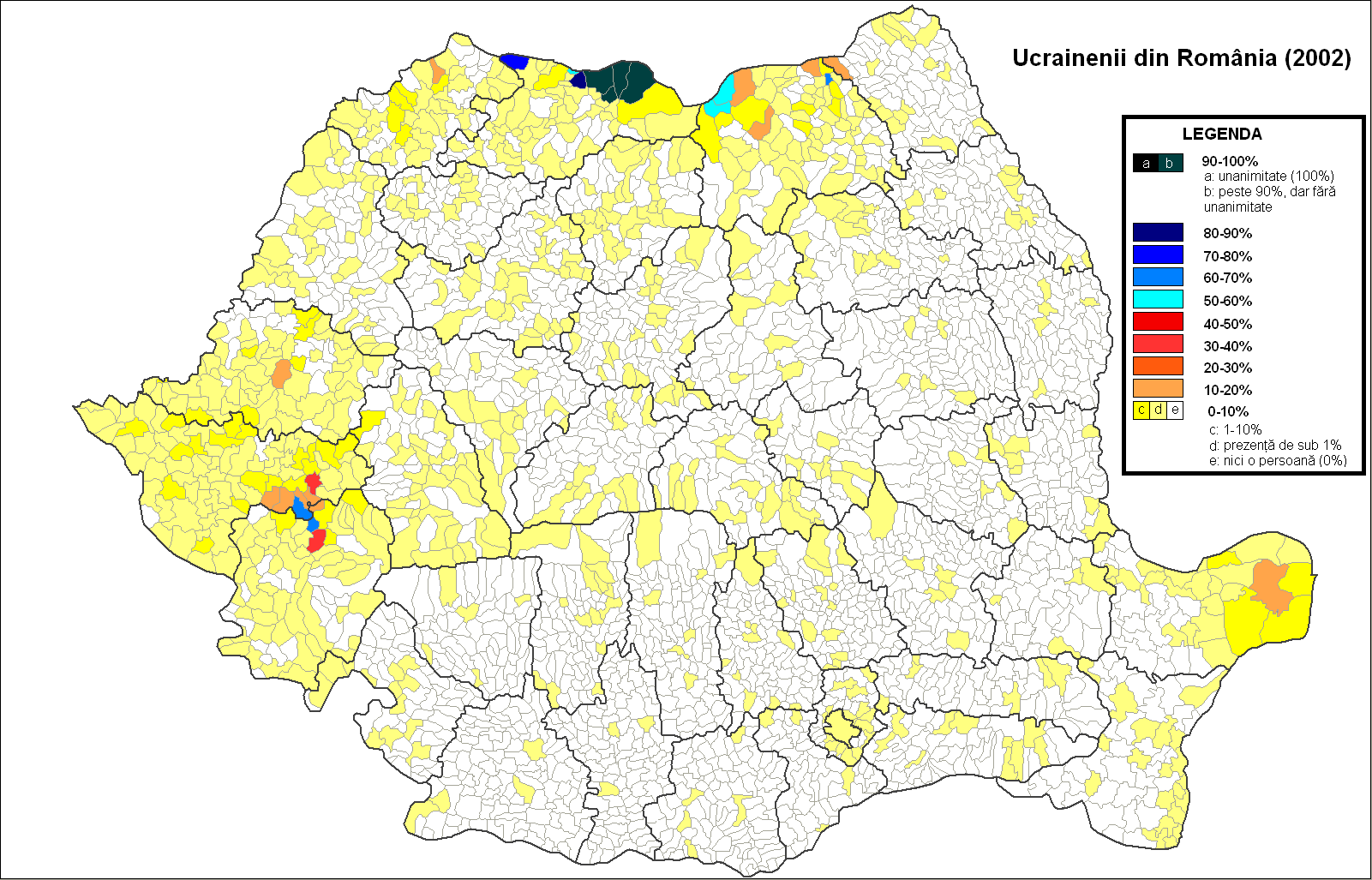
Розселеність українців Румунії

На території сучасної Румунії українці відомі з 2-ї половини XIV століття, а на думку Михайла Грушевського «русини» були присутні тут ще раніше, про що свідчить назва українці в румунських народних говорах. У XV століття відбулося масове переселення українців з Покуття на терени Молдови, у XVIII столітті виникають українські поселення у Добруджі, а у 2-й половині XIX століття — у Банаті. В сучасній Румунії українська мова зберігається щонайменше в 100 населених пунктах повітів Марамуреш, Сату-Маре, Сучава, Караш-Северин, Тиміш, Тулча. Загальна кількість українців у Румунії за офіційними даними — понад 66 тисяч, фактично ж їх значно більше. Українські говірки Румунії належать переважно до південно-західного наріччя української мови, а саме — до середньозакарпатського, гуцульського та покутсько-буковинського діалектів, за винятком говірок Добруджі, які відносять до степового говору.
Українські говірки в Румунії зберігають певні архаїчні риси:
- дифтонгічна вимова давніх о, е в закритих складах,
- залишки форм двоїни (дві бабі, дві руці, обидві нозі);
- архаїчні форми умовного способу дієслів (дав бих, дав бис),
- короткі форми давального і знахідного відмінків особових та зворотніх займенників (дай мі, видиш ня);
- залишки допоміжного дієслова у формах 1-ї та 2-ї особи однини і множини минулого часу (поївим, поївис, поїлисмо, поїлисте — я поїв, ти поїв, ми поїли, ви поїли);
- архаїчний орудний відмінок іменного означення (чоловік красним волосом);
- певні морфологічні (наприклад, долонь замість долоня) та лексичні (наприклад, живот замість життя, кліть замість кімната, смик замість борона, навудити замість налякати, наполохати та інші) архаїзми.

Водночас в українських говірках спостерігається вплив румунської мови, передусім у
- лексичних запозиченнях: бовар, белчук, ботелев, вакар, гражда, згарда, кавуш, копил, порняла, риндза, струнга, спуза, хергелія та ін.,
- семантичних запозиченнях: наприклад, ймитися (про молоко) «скисати» на зразок румунського a se prinde.

В окремих українських говірках поширилася апокопа вокативу (Ми! замість Михайле!) або перенесення наголосу на останній склад кличного відмінка (Петре́! Юро́! Параско́!).
В українських населених пунктах вивчають у школах українську мову й літературу як предмет, раніше існували ліцеї з українською мовою викладання. На філологічному факультеті Бухарестського університету є українське відділення з нерегулярним набором. Видаються підручники й посібники з української мови й літератури. Видавництво «Критеріон» друкує твори українських письменників-класиків та україномовних літераторів Румунії С. Ткачука, І. Ковача, М. Небиляка, П. Романюка, К. Регуша, М. Корсюка, М. Михайлюка, І. Непогоди та інших. У 1990 році утворилася Спілка українців Румунії, яка видає двотижневик «Вільне слово» (в 1949—1989 роках виходила газета «Новий вік»), публікацію «Український вісник» та румунськомовний журнал «Curierul ucrainean» («Український кур'єр»).
Українські говори в Румунії досліджували І. Петруц, М. Павлюк, І. Робчук, С. Бодзей та іншы. Академік Е. Петровіч провів лінгвістичну анкету-опитування в українському селі Бродина Південної Буковини, її матеріали опубліковані у великому і малому «Румунському лінгвістичному атласі». Мову газети «Новий вік» досліджував В. Ф. Чемес.

### Переписи населення
- За даними перепису 2002 року, українська була рідною для 57 407 осіб (0,26 % населення Румунії, 4-те місце після румунської, угорської та циганської), з яких 33 506 були жителями жудця Марамуреш, 8 497 — жудця Сучава[41].
- За даними перепису 2011[ro] року, кількість осіб, хто що вказали українську мову рідною, зменшилася до 48 910 (0,24 % населення країни, 4-те місце), з них 30 548 були жителями жудця Марамуреш, 6 097 — жудця Сучава[42][43].
- За даними перепису 2021[ro] року, кількість осіб, що вказали українську мову рідною, зменшилася до 40 861 (0,21 % населення країни, 4-те місце), з них 25 446 були жителями жудця Марамуреш, 5 822 — жудця Сучава[44][45].

## Сербія, Боснія і Герцеговина, Хорватія
Українська мова на території Балканського півострова представлена двома основними групами говірок південно-західного наріччя, що пояснюється переселенням українців з різних регіонів України. За національно-мовною самосвідомістю її носіїв українська мова поділяється на русинську (мова вихідців із Закарпаття) і власне українську (мова вихідців з Галичини). Закарпатські українці з'явилися тут у 1740-х роках, коли заселялися родючі землі Бачки між Дунаєм і Тисою. Новіша міграція кінця XIX століття прийшла з Галичини, коли Австро-Угорщина почала переселяти в Боснію селян з розвинених у господарському відношенні районів імперії. Головним осередком боснійських українців (їх офіційно називали русинами) стало місто Прнявор. Було засновано кілька українських сіл (Стара Дуброва, Тернополе, Камениця, Дев'ятина). Здебільшого українці селилися поряд із сербами, хорватами, мусульманами (Баня-Лука, Дервента, Прієдор, Лішня, Поточани, Хорвачани, Камічани, Козарац тощо). Одночасно вихідці з Галичини осідали у Славонії (Хорватія) по лівому березі річки Сави (Каніжа, Липовляни, Славонський Брод, Сибинь та інші). Після Другої світової війни почався новий міграційних рух серед боснійських українців, вони переселяються у Воєводину та Славонію. Колишні боснійські поселення, де жили українці, значно змінили свою національну структуру.
Тепер у колишній Югославії живе 15 тис. нащадків вихідців з Галичини. Рідна мова українців, яка ще в першому поколінні втратила зв'язок з материнською мовою, залишилася у діалектній формі. Вони є носіями головно наддністрянських та південноволинських говірок. Спочатку знаннями української писемності, історії, культури опікувалася церква.

### Головні риси
Тривала ізоляція від рідного мовного масиву та інтенсивні контакти з мовою навколишнього середовища зумовлювали, з одного боку, консервацію вихідного на момент переселення діалектного стану, а з другого — перебудову діалектної системи. Фонетика, граматика і лексика українських говірок Боснії зберігають основні риси рідних говірок, набуваючи разом з тим нових, які є наслідком міждіалектної та міжмовної взаємодії. Найхарактерніші фонетичні особливості, успадковані від наддністрянських та південноволинських говірок: обниження голосного [и] в нагол. позиції (лиест, тйехо, робеила), перехід [а] в [е] в наголошені позиції після м'яких приголосних (дис'етий, бол'ет, кон'е); реалізація фонеми [а] голосними [а°]…[оа] під наголосом перед нескладовим [у] (копоау, сказа°у, зоаутра); перехід [т'], [д'] в [к'], [9'] перед [і], [е] (к'ешко, о'Іти, сио'їла); наявність дорсальних [с"], [з"], [ц"] (з"ет', с"ікач, фахіуц"і) та ін. Під впливом сербської і хорватської мов приголосні можуть зберігати твердість у позиції перед [і] будь-якого походження.
Словозмінній системі боснійських українських говірок властиві риси, типові для більшості південно-західних говірок. Це наявність варіантних відмінк. форм (жїнкойу — жїнкоу — жінком), уніфікованих форм родового відмінку множини на -іу іменників усіх типів відмінювання (кбс'іу, сел'іу, нбчіу, їмн'іу, фор-мал'ностіу); коротких форм займенників (ми, ти, м'і, с'і, мн'а, го, му, йму, н'у, йі); аналітичних форм дієслів т. з. другого майбутнього (буду л'еу, будемо йшли, будут знали); перфектних форм дієслів (зналам, булас', воугоурйлис'мо); давніх форм дієслів умов. сп. (каз£у бис', пили бйсте). Вплив сербської і хорватської мов позначився переважно на активізації спільних для цих мов форм орудного відмінку однини іменників жіночого роду з флексією -ом (вбдом, вулиц'ом, сбл'ом), енклітичних займенникових форм тощо. Поширилася тенденція до невідмінювання числівників (пїсл'а пйат' рокіу, в'ід в'іс'ім л'іт).
Лексичний склад генетично неоднорідний; включає загальнонародну і діалектну лексику, запозичення. Зберігся принесений з батьківщини основний словниковий фонд, який стосується повсякденного життя (стіл, крісло, царбк «шафа для посуду», горн'й, бан'ак, душка «плаття», корчунок, фїра, ґрал'і, ковал', бл'ахар, побережник тощо.). Однак потреби в номінації реалізуються здебільшого засвоєнням сербської і хорватської лексики, тому в словниковому складі переселенських говірок значна кількість запозичень. Малопродуктивним є спосіб творення назв на ґрунті власних дериваційних засобів.
Незважаючи на ряд інновацій, які з'явилися на різних рівнях структури українських говірок Боснії, вони в основі своїй залишились українськими. Останнім часом значно посилився вплив української літературної мови, яка викладається в загальноосвівтній школі (населені пункти Прнявор, Баня-Лука, Лішня, Тернополе, Петровці, Вуковар тощо). Видано підручники з рідної мови та літератури для усіх класів. Радіо м. Баня-Лука раз на тиждень транслює передачі українською мовою. Працюють українські культурно-мистецькі товариства. Українською мовою пишуть письменники П. Головчук, О. Власов, С. Кулеба, Р. Мизь, В. Стрехалюк, М. Ляхович, Н. Ляхо-вич, Н. Сапун, І. Терлюк, Б. Гралюк та інші. Нею друкуються матеріалили в журналах «Нова думка», «Думки з Дунаю». Сформувався локальний варіант української літературної мови — русинська мова.

## Словаччина
Українці живуть на території сучасної Словаччини віддавна: за окремими джерелами — з 10-12 ст. Компактні поселення розташовані в основному вздовж словацько-українського кордону і далі зі сходу на захід смутою завширшки 5—45 км і завдовжки понад 160 км обіч словацько-польського кордону майже до гір Високі Татри. Тепер у Словаччині − 257 українських сіл з населенням понад 109 тис. чол. Окремі українські села збереглися у басейнах рік Топля, Горнад та ін. У 1773 році у трьох жупах Східної Словаччини — Земплінській, Шариській та Спіській — налічувалося 300 сіл з українським та 19 — зі змішаним українсько-словацьким населенням. На той час тут мешкало понад 152 тис. українців, а у 1919 році — 134 тисячі. Останнім часом відбувається інтенсивна словакізація українського населення.
В українських селах Східної Словаччини діють українські школи, щоправда, часто паралельно зі словацькими, в яких є лише окремі українські класи. У місті Пряшеві — український театр, українське відділення при спілці словацьких письменників, відділ української літератури Братиславського словацацького педагогічного видавництва, а на філософському факультеті Кошицького університету — українське відділення з кафедрою української мови і літератури. У місті Свиднику в 1956 році відкрито музей української культури, що має свій друкований орган — «Науковий збірник…» (досі опубліковано 16 томів у 19 книгах).
Основна маса українських говорів на території Словаччини на захід від річки Лаборець — південнолемківські, а на схід від неї і аж до річки Уж — перехідні від лемківських до закарпатських. Головні риси південнолемківських говорів:
- наголос на другому складі від кінця (во́да),
- тенденція до втрати палаталізації приголосними [т'], [н'], [с'], [ц'] (жолут, оген, вес), диспалаталізація [р'], [ц'] (гончар, палец),
- звичайно збереження твердості с (з, ц) у суфіксах -ськ- (рускый, узкый, сироцкый),
- збереження давнього і, перед яким приголосні не пом'якшуються (ходиті, носіті),
- заміна жі, ші на жы (жи), шы (ши) у зв'язку із сильним ствердінням шиплячих,
- тверде л перед голосними часто лабіовеляризується (ходива, ваука — лавка),
- відсутність зміни л на у у формах чоловічого роду однини минулого часу (ходіл),
- збереження давніх форм називного відмінку множини іменників чоловічого роду (волци, войаци, пастуси, слузи) та ін.

У межах південнолемківських говірок виділяються менші діалектні групи: говори Свидниччини, північної Бардіївщини, Лабірщини тощо.

## Сполучені Штати Америки
До Другої світової війни першопоселенці з України привезли до США рідну мову своєї місцевості, селяни — говірку свого села, інтелігенти — розмовну мову своєї території на літературній основі (так званий культурний діалект). Ті покоління українців, що народилися в англо-американському мовному оточенні, вивчали (і вивчають) українську мову на базі англійської. У США немає осередків окремих українських говірок, за винятком незначних їх скупчень (наприклад, лемківського в штаті Пенсільванія). За даними 1994 року, у США налічується 1,3 млн українців; за кількістю вони займають 21-е місце в країні, 9-е — в середньоатлантичних штатах. Більшість американських українців (бл. 80 %.) народилися у США. Лише 15 % походять з Наддніпрянщини, половина — з Галичини та Буковини, 35 % — із Закарпаття. Українці (89 %) живуть переважно у містах. Конформістські погляди частини емігрантів, їхнє бажання пристосуватися до нових мовних обставин привели їх та їхніх нащадків до швидкої асиміляції і таким чином вивели їх поза межі української громади та сфери функціонування української мови. За переписом 1970, близько 250 тис. українців (20—25 % від їх загальної кількості у США) визнають українську мову рідною. Перепис населення 2000 в США виявив майже 900 тис. осіб укр. походження, з них тільки 115 тисяч ствердили, що знають українську мову. Річ у тому, що після здобуття Україною незалежності (1991) почалася четверта хвиля еміграції з України, насамперед економічна. На відміну від повоєнної політичної хвилі, нові емігранти часто байдужі до національних і мовних проблем.

### Вплив англійської мови
Вищезгадані обставини зумовили те, що українська мова в США зазнала інтерференції англійської мови на фонологічному, граматичному та лексичному рівнях. Фонетична інтерференція виявляється у вживанні англійських фонем у випадках, де їх вимова відрізняється від української або де українська фонема не має відповідника в англійській фонетичній системі. Найчастіші випадки фонетичної інтерференції:
- англійський щілинний сонант [г] замінює український зімкнено-щілинний сонорний дрижачий [р];
- напружена артикуляція губ при вимові губних приголосних;
- пом'якшення африката дж (під впливом англ.);
- англійські альвеолярні приголосні [] замінюють українські передньоязикові проривні [т], [д];
- енергійна артикуляція приголосних перед голосними.

Граматична інтерференція виявляється у:
- відсутності відчуття роду, відмінка й виду,
- у неправильному узгодженні, наприклад, «гарний книжка» замість «гарна книжка»; «він знав моя сестра» замість «він знав мою сестру».

Брак відчуття виду помітний, зокрема, у дієслів руху, наприклад: «Він часто поїхав (або їхав)» замість «Він часто їздив».
У синтаксисі інтерференція виявляється в дотриманні порядку слів англійського речення, в постійному вживанні дієслова-зв'язки бути тощо.
У лексиці англійські слова витіснили чимало питомо українських слів, наприклад, дринк — напій, файт — бійка, бучер — м'ясник, флор — долівка, поверх, барна — стодола, вінда — вікно, кара — автомобіль, майна — копальня, пікча — фотокартка, бейбі — немовля і т. д. Є чимало калькованих зворотів, не властивих українській мові. Наприклад: то бере довгий час зробити ту роботу (it takes a long time to do this work); як стара твоя донька? (how old is your daughter?); трапляються і синтаксичні відхилення, наприклад, прямий додаток у називному відмінку (Чи ти знаєш мій тато?) і т. д.

### Історія досліджень
Українську мову в США з мовознавчого погляду найглибше досліджував Ю. О. Жлуктенко, а з погляду соціолінгвістики — Б. М. Ажнюк, В. Нагірний, Дж. Фішмен.

### Шкільництво
Першу українську парафіяльну школу відкрито 1883 року у містечку Шамокін (штат Пенсільванія). З пожвавленням українського громадського життя у 1900-х роках у зв'язку із загрозою денаціоналізації українських дітей питання школи постало в центрі уваги американо-української спільноти. Утворилися Шкільний фонд, Шкільна комісія, Шкільна бурса в Нью-Йорку. Філадельфійським просвітнім віче в 1909 році започатковано товараство «Просвіта», яке організувало курси для неписьменних, видало перші в США українські підручники тощо. Позитивну роль, зокрема в уніфікації підручників, відіграла створена 1927 року Управа рідної школи в Америці. В 1920-х роках засновано перші цілоденні українсько-католицькі школи.
Українське шкільництво активізувалося після нової повоєнної хвилі еміграції, з якою до США прибули висококваліфіковані педагоги. 1953 року при Українському конгресовому комітеті Америки (УККА) організовано шкільну раду, що керує навчанням у світських школах українознавства, розробляє програми і видає підручники. Крім українських суботніх шкіл, є ще приватні, головним чином греко-католицькі, денні школи, де навчають українською мовою українську мови та культури. Вони функціонують на сході США (1993 року їх налічувалося 15). Кількість учнів, що в 1989—1990 роках відвідувала у США українські та англомовні школи, утримувані українцями, не перевищує 25 тис., тобто становить 15-20 % дітей укр. батьків. Шкільна рада при УККА видає підручники, методичну літературу та журнал «Рідна школа» (тричі на рік). Найкращі посібники з української мови для шкіл українознавства написали Д. Кислиця, К. Кисілевський, А. Гумецька, Б. Чопик.
У перші десятиліття імміграції осередками культурно-освітьнього життя українських громад були читальні (першу засновано 1887 року у містечку Шенандоа, штат Пенсильванія). У 1887 році український журналіст, громадський діяч і священник Агапій Гончаренко (справж. — А. О. Гумницький, 1832—1916 роки) заснував у Сан-Франциско першу на американському континенті слов'янську друкарню. Тут він випустив 5 номерів українською і російською мовами журнал «Свобода» (1872—1873 роки), де надрукував ряд своїх статей, зокрема про М. Гоголя. Опублікував у двотижневику «Вісник Аляска» (видавав його англійською і російською мовами) власний прозовий переклад англійською мовою уривків поеми «Кавказ» Т. Шевченка. При українському католицьких та православних парафіях організовуються хори, театр, гуртки, оркестри, влаштовуються концерти, виставки тощо. Першу укр. газ. «Америка» в Шенандоа (1886—1890) випустив священник Г. Волянський. Відтоді у США з'явилося понад 180 укр. часописів, що виходили в різні періоди і мали різну тривалість. Укр. преса в США орієнтує читача в практ. питаннях життя на амер. континенті та виховує укр. патріотизм, нац. свідомість. Найвпливовішим період, виданням є тижневик «Свобода» (до липня 1998 — щоденна газета), засн. 15 вересня 1893 в Джерсі-Сіті. Крім того, виходить газ. «Америка» (Філадельфія), тижневик «Народна воля» (м. Скрентон), двомовний «Шлях. The way» (Філадельфія), двомовний місячник «Наше життя. Our life» (Нью-Йорк). Під впливом щільніших контактів з Україною та четвертої хвилі еміграції (чимало її представників учителює або ж працює в редакціях україномовних видань) мова української діаспори, зокрема її преси, деякою мірою уподібнюється до української літературної мови.

### Художня література, культурне життя
У США ще з часу перших поселень українців розвивається українська художня література. Українські книжки виходили у видавництвах «Булава» (засноване 1950 року), «Червона калина» (засноване 1951 року), «Книгоспілка» (1952—1968 рік), «Пролог» (засноване 1953 року), Видавництві Миколи Денисюка в Чикаго.
Радіомовлення українською мовою існує на приватних засадах з 1930 року. Крім 30 місцевих радіопрограм та неперіодичних телевізійних програм українською мовою ведуть передачі «Радіо Свобода» та «Голос Америки». Перші поезії українських авторів у США — це наслідування української народної творчості; їхня тематика — важке еміграц. життя, туга за Батьківщиною, самотність. Перша світ, війна змінила тематику, поезія стала патріотичною як відгомін великих подій визвольних змагань. З першими прозовими творами виступили Г. Грушка, Ю. Чупка, С. Макар, Н. Дмитрів, 3. Бичинський, з драматичними — М. Струтинський, І. Луцик, Є. Мусійчук. Українські письменники США і Канади входять в Об'єднання українських письменників в еміграції «Слово» (засновано 1954 року) з найактивнішими філіями в Нью-Йорку, Філадельфії, Чикаго. На 1990 рік воно об'єднувало 128 письменників і критиків, з них 63 — у США: М. Тарнавська, С. Гординський, Ю. Шевельов, Д. Гуменна, Василь Барка (справж. — Василь Очерет) тощо. Ці письменники не створили окремої емігрантської літератури: тематично і психологічно, з погляду образності, вони продовжували бути частиною загальноукраїнського літературного процесу. Літературне об'єднання видавало неперіодичні однойм. збірники з підзаголовком «Література — Мистецтво — Критика — Мемуари — Документи». Деякі письменники з цього об'єднання з нахилом до модернізму (Б. Бойчук, Б. Рубчак, Ю. Тарнавський та ін.) утворили наприкінці 50-х років так звану Нью-Йоркську групу. Вони опублікували (1959—1971 роки) 10 книг «Нової поезії». Цікава творчість М. Блок, яка впроваджувала українську тематику в англомовну літературу для молоді, та П. Килини, американської поетеси, що пише також і українською мовою. Літературний фонд ім. І. Франка в Чикаго проводить щорічно конкурс на найкращий художній твір. Об'єднання Мистців Українців в Америці видавало журнал «Нотатки з Мистецтва». Постійні українські музеї є в Нью-Йорку (Український музей), Чикаго (Музей модернового мистецтва), Стамфорді, Клівленді, біля Філадельфії (Музей української спадщини). Репрезентативним культурним центром є Український інститут Америки в Нью-Йорку, заснований 1952 року та субсидований філантропом-винахідником В. Джусом. Плеканню української мови сприяє театр та музичне мистецтво, зокрема українська пісня (велика заслуга в цьому хору О. Кошиця). Українські музичний інститут має відділи в декількох містах (у 1990/91 навчальному році у ньому налічувалося біля 700 учнів). Серед мистецьких колективів виділяється Капела бандуристів ім. Т. Г. Шевченка, організована у Детройті в 1949 році. Останніми роками популярними стали щорічні українські фестивалі, зокрема в Гарден Стейт Артс Сентер (шт. Нью-Джерсі), Робін Гуд Дейл (м. Філадельфія), Мейнор Коледж (м. Філадельфія) та фестиваль на вулицях українських кварталів Нью-Йорка.

## Угорщина
На території Угорщини компактних українських поселень тепер уже немає. Єдиним селом, в якому українська мова збереглася як засіб спілкування у побуті, є Комлошка біля Шарошпатака (комітат Боршод-Абауй-Земплен, а частково село Мучонь та передмістя м. Мішкольца Герембель). Місцеві жителі, чиє українське пракоріння сягає давніх віків, називають себе здебільшого то словаками, то руснаками. Мовознавці В. Гнатюк, О. Сабо, Й. Штольц кваліфікують їхню говірку українською. Е. Балецький відносить її до лемківських, що збереглися у селах Банське і Давидів біля Кошиців (Словаччина). За даними Е. Балецького та М. Жироша, релікти цих говірок мають місце ще в кількох селах, суміжних з Комлошкою.
Східнослов'янські лексеми в північних регіонах Угорщини засвідчують місцеві писемні пам'ятки початку XIII століття, а в записах починаючи з XVII—XVIII століть уже трапляється багато власне українських антропонімів, спільних з антропонімами Закарпаття.

## Галерея

Східнослов'янські мови в VI—XIV століттях
Межі поширення української мови в XV столітті
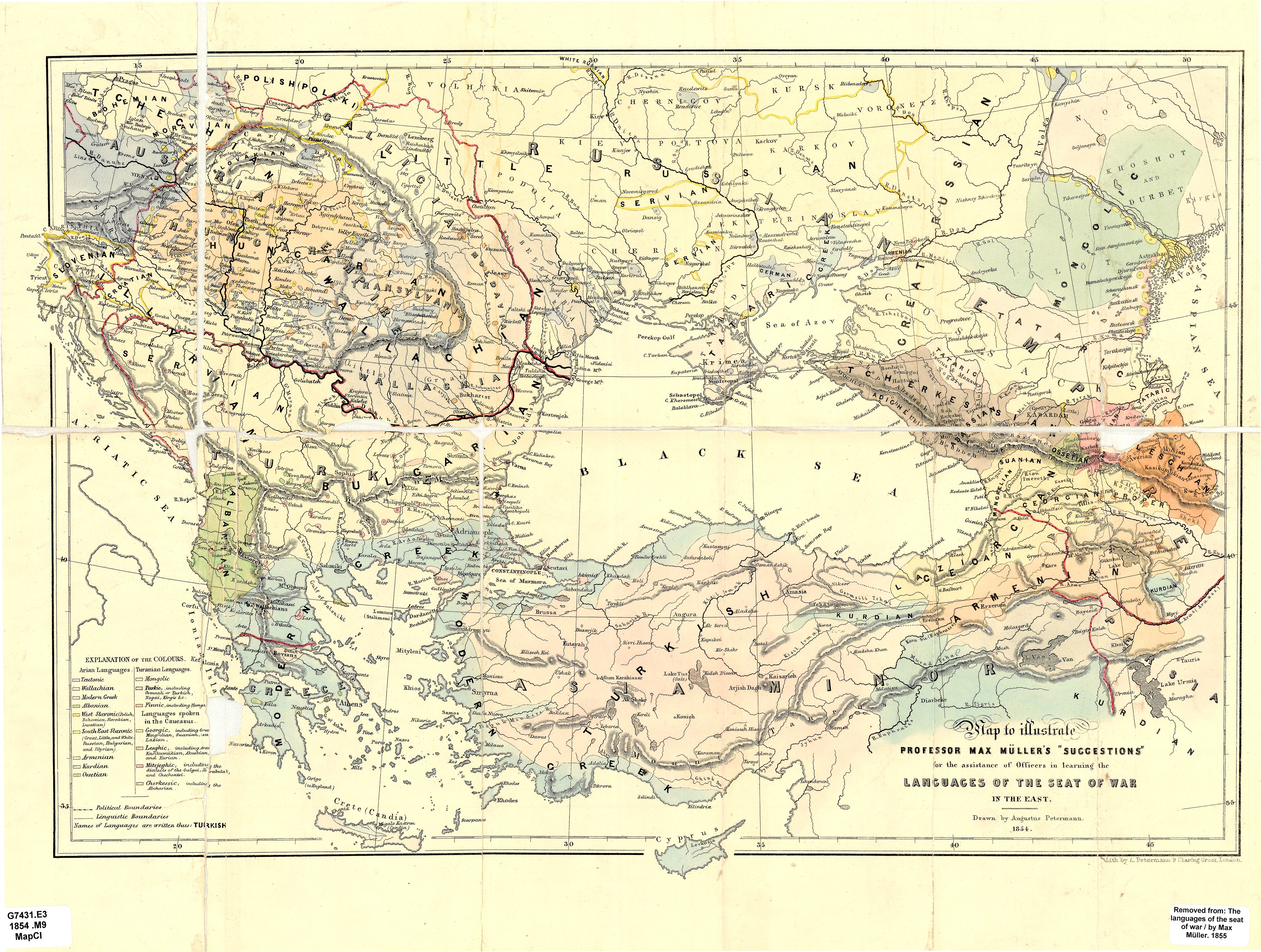
Карта мов Східної Європи професора Фрідріха Макса Мюллера, 1854 рік
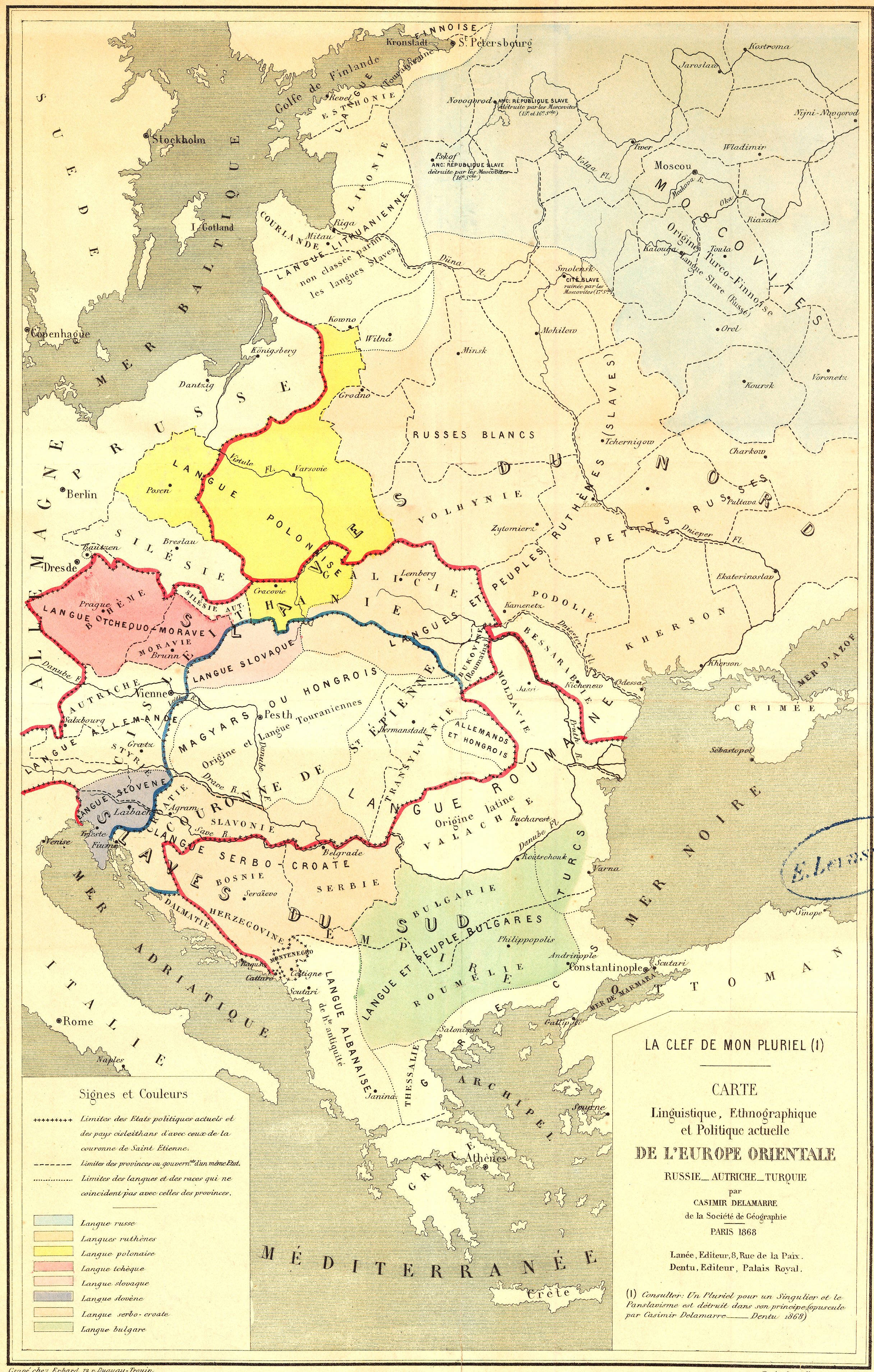
Мовна, етнічна та політична мапа Східної Європи Казимира Делямара, 1868 рік    рутенський народ та рутенська мова
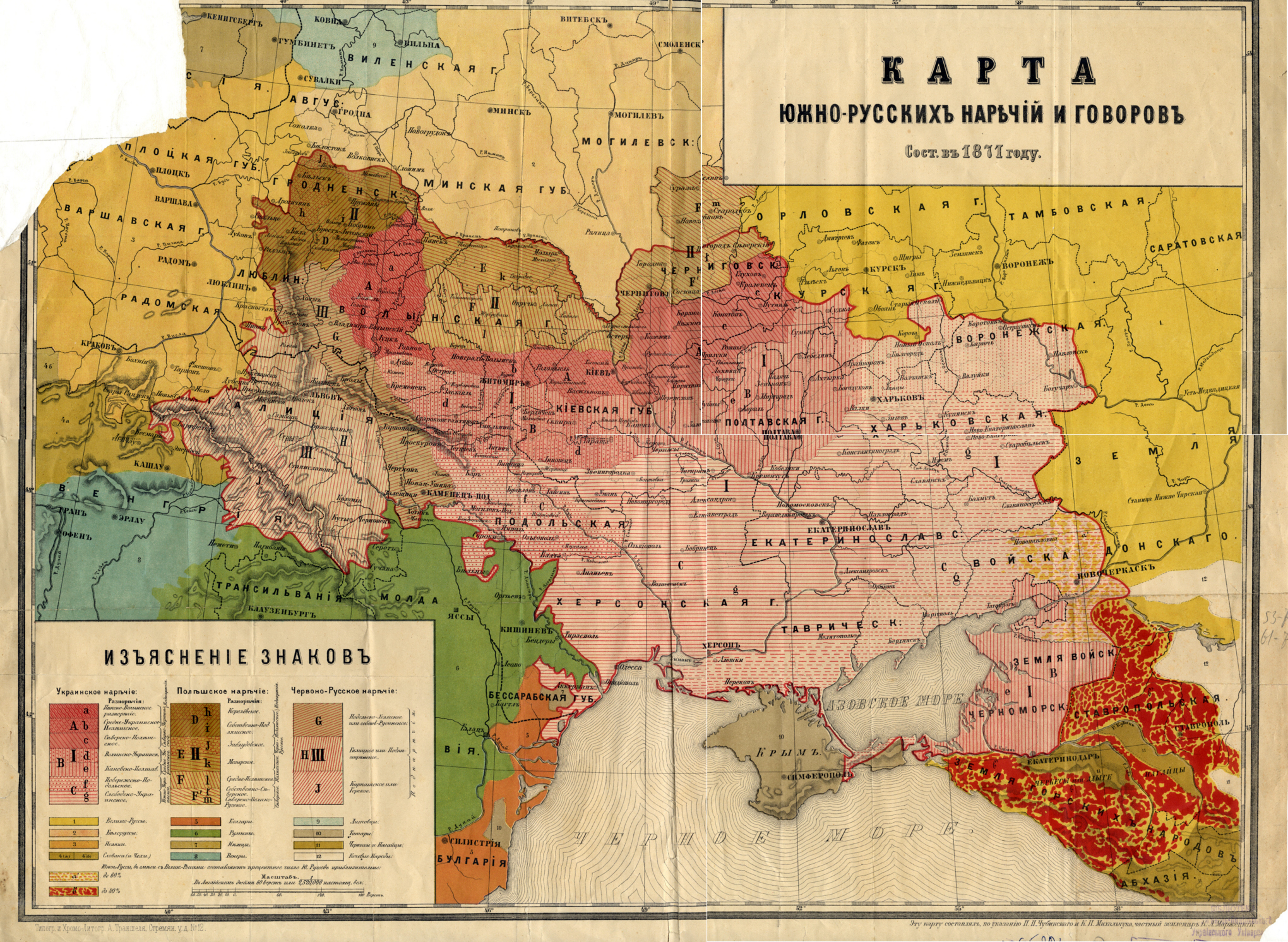
Діалектологічна мапа української мови, 1871 рік
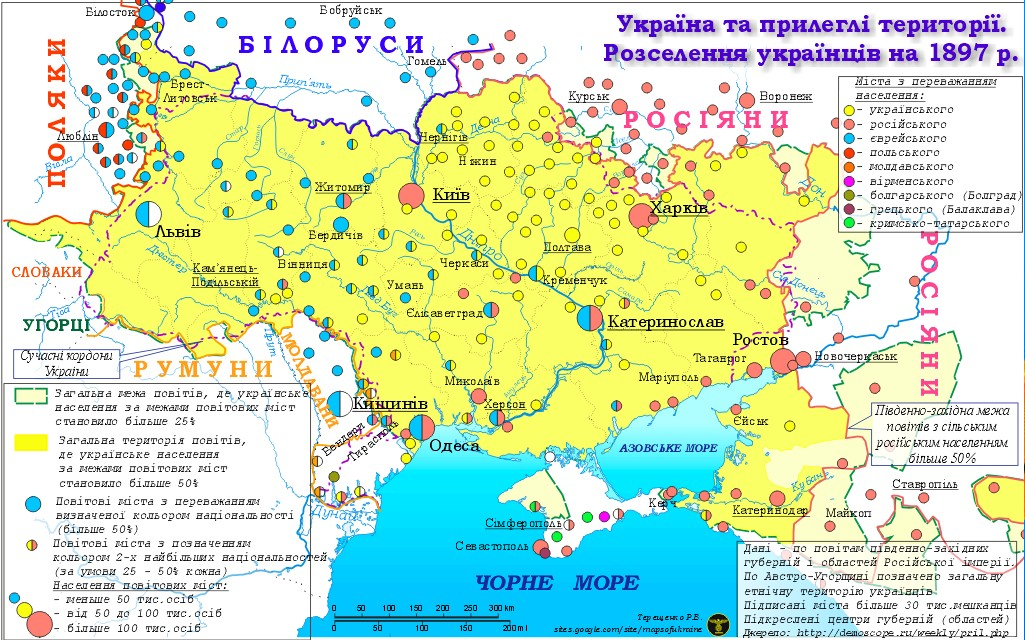
Поширення української мови, 1897 рік
Поширеність української мови на початку XX століття
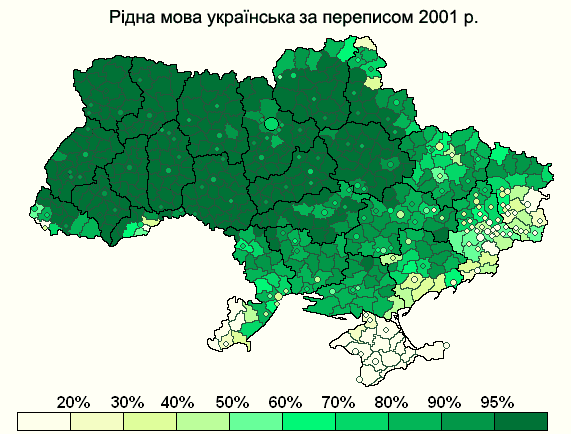
Українська як рідна мова за переписом 2001 року